# Liste der Tomatensorten/A
Erläuterungen und Quellen: Siehe Hauptartikel!
| Tomatensorte                                                    | Bild | Beschreibung | Quellen                      |
| --------------------------------------------------------------- | ---- | --- | ---------------------------- |
| A 105                                                           |      | | j                            |
| A 110 K 1                                                       |      | Züchter: Bekov Rustam Hizrievich | j                            |
| A 110 K 2                                                       |      | Züchter: Bekov Rustam Hizrievich | j                            |
| A 113 K 1                                                       |      | Züchter: Bekov Rustam Hizrievich | j                            |
| A 119 K 1                                                       |      | Züchter: Bekov Rustam Hizrievich | j                            |
| A 125                                                           |      | Züchter: Bekov Rustam Hizrievich | j                            |
| A 127                                                           |      | Züchter: Bekov Rustam Hizrievich | j                            |
| A 22 K 2                                                        |      | Züchter: Bekov Rustam Hizrievich | j                            |
| A 238                                                           |      | Züchter: Instytut Ogrodnictwa | j                            |
| A 239                                                           |      | Züchter: Instytut Warzywnictwa Im. Emila Chroboczka | j                            |
| A 241                                                           |      | Züchter: Instytut Warzywnictwa Im. Emila Chroboczka | j                            |
| A 31                                                            |      | Züchter: Bekov Rustam Hizrievich | j                            |
| A 35 L 35                                                       |      | Züchter: Bekov Rustam Hizrievich | j                            |
| A 5 47 L 74                                                     |      | Züchter: Bekov Rustam Hizrievich | j                            |
| A 5 47 L 79                                                     |      | Züchter: Bekov Rustam Hizrievich | j                            |
| A 54 K 2                                                        |      | Züchter: Bekov Rustam Hizrievich | j                            |
| A 56 K 3                                                        |      | Züchter: Bekov Rustam Hizrievich | j                            |
| A 56 K 5                                                        |      | Züchter: Bekov Rustam Hizrievich | j                            |
| A 56 L 89                                                       |      | Züchter: Bekov Rustam Hizrievich | j                            |
| A 56 L 90                                                       |      | Züchter: Bekov Rustam Hizrievich | j                            |
| A 65                                                            |      | Züchter: Bekov Rustam Hizrievich | j                            |
| A 65 L 97                                                       |      | Züchter: Bekov Rustam Hizrievich | j                            |
| A 83                                                            |      | Züchter: Bekov Rustam Hizrievich | j                            |
| A 83 L 47                                                       |      | Züchter: Bekov Rustam Hizrievich | j                            |
| A 83 L 472 K                                                    |      | Züchter: Bekov Rustam Hizrievich | j                            |
| A 9                                                             |      | Züchter: Bekov Rustam Hizrievich | j                            |
| A 92 K 2                                                        |      | Züchter: Bekov Rustam Hizrievich | j                            |
| A. Q. Cherry                                                    |      | | d                            |
| Aaa Sweet Solano                                                |      | | c, d, e, f                   |
| Aara                                                            |      | | j                            |
| Ab 0311                                                         |      | Züchter: Monsanto Vegetable Ip Management B.V. | j, o                         |
| Ab 100                                                          |      | | j                            |
| Ab 122                                                          |      | | j                            |
| Ab 2                                                            |      | | j                            |
| Ab 23                                                           |      | | j                            |
| Ab 24                                                           |      | | j                            |
| Ab 3                                                            |      | Züchter: Arnon Osri | j                            |
| Ab 4606                                                         |      | | j, o                         |
| Ab 4610                                                         |      | Züchter: De Ruiter Seeds B.V. | j, o                         |
| Ab 8058                                                         |      | | j                            |
| Ab 8065                                                         |      | | j                            |
| Ab 8610                                                         |      | Züchter: De Ruiter Seeds B.V. | j, o                         |
| Ab 8611                                                         |      | | j, o                         |
| Abaco                                                           |      | | j                            |
| Abakanskij                                                      |      | Züchter: Gilev Mihail Aleksandrovich, Stetskij Aleksej Igorevich | c, d, j                      |
| Abakanskij Rosovij                                              |      | | c, d, j                      |
| Abancay                                                         |      | | c, d                         |
| Abarenbo                                                        |      | Züchter: Kuroda Kiyoshi | j, o                         |
| Abascal                                                         |      | Züchter: Hazera Seeds Ltd. | j, o                         |
| Abbat                                                           |      | Züchter: Dubinin Sergej Vladimirovich, Kirillov Mihail Ivanovich | j                            |
| Abbey                                                           |      | | c, d                         |
| Abbundo                                                         |      | Züchter: Hm Clause Inc | j                            |
| Abc Potato Leaf                                                 |      | Typ: Kirschtomate. Reifezeit: 70 bis 75 Tage | c, d, e, f, g, h             |
| Abe Hall                                                        |      | | c, d                         |
| Abe Lincoln                                                     |      | Reifezeit: 87 Tage. Züchter: Domaine Public (Fr) | d, f, i (31. August 2016), j |
| Abel                                                            |      | Züchter: Green4Health B.V. | g, h, j                      |
| Abelius F1                                                      |      | Züchter: Rijk Zwan | k                            |
| Abellus                                                         |      | Züchter: Rijk Zwaan B.V. (Nl) | j, o                         |
| Abigail (oder: Abigajl)                                         |      | Züchter: Hazera Genetics Ltd (Il)/Yissum Research Dev Of The Hebrew University Of Jerusalem (Il) | j, o                         |
| Abilo                                                           |      | Züchter: Syngenta Seeds B.V. | j, o                         |
| Abishag                                                         |      | Züchter: Hebrew Uni/Hazera | j, o                         |
| Abital                                                          |      | Züchter: Volcani-Hazera | j, o                         |
| Aborigines                                                      |      | | c, n                         |
| Abracazebra                                                     |      | | c, d                         |
| Abraham Lincoln                                                 |      | | c, d, e, g, h                |
| Abraham Lincoln Early                                           |      | | d                            |
| Abraham Lincoln Original                                        |      | | d                            |
| Abraham Lincoln Regular                                         |      | | d                            |
| Abramo                                                          |      | | j                            |
| Abrek                                                           |      | Züchter: Motov Viktor Mihajlovich, Ostanina Olga Borisovna, Motova Margarita Viktorovna | j                            |
| Abruzzese                                                       |      | | e                            |
| Absinthe                                                        |      | | c, d, e, f                   |
| Absolut                                                         |      | Züchter: Zeraim Gedera Ltd (Il) | j                            |
| Abu Rawan                                                       |      | | d                            |
| Abunda                                                          |      | | j                            |
| Abundance (oder: Abundens)                                      |      | | g, h, j                      |
| Ac Red                                                          |      | | c, d                         |
| Acadia                                                          |      | Züchter: Hebrew Uni/Hazera | j, o                         |
| Acadian Cherry                                                  |      | | c, d                         |
| Acapulco                                                        |      | Züchter: Syngenta Seeds Bv (Nl) | j                            |
| Acasto 89-148                                                   |      | Züchter: C.R.A. - Centro Di Ricerca Per L'Orticoltura (Pontecagnano, Sa) | j                            |
| Accent                                                          |      | | j                            |
| Acciaio                                                         |      | | j                            |
| Acclaim                                                         |      | | j                            |
| Accordeon                                                       |      | | f                            |
| Accumbens                                                       |      | | g, h                         |
| Ace                                                             |      | | c, d, g, h, j, o             |
| Ace 55                                                          |      | | c, d                         |
| Ace 55 Vf                                                       |      | | g, h, j                      |
| Ace Vf                                                          |      | | j                            |
| Acheral                                                         |      | | j                            |
| Achiko                                                          |      | Züchter: Cora Seeds S.R.L. | j                            |
| Achille                                                         |      | Züchter: Southern Seed S.R.L. | j                            |
| Achmiadsin                                                      |      | | g, h                         |
| Aci                                                             |      | | g, h                         |
| Acinato                                                         |      | Züchter: Nirit Seeds Ltd | j                            |
| Acker’s                                                         |      | | c, d                         |
| Acme                                                            |      | | c, d, g, h                   |
| Acme De Giorgi                                                  |      | | c, d                         |
| Acme Pink                                                       |      | | f                            |
| Aconcagua                                                       |      | | j                            |
| Acor                                                            |      | Züchter: Unicopa-Clause | j, o                         |
| Acquinas                                                        |      | | c, d                         |
| Acroxantha                                                      |      | | g, h                         |
| Actimino                                                        |      | Züchter: Enza Zaden Beheer B.V. | j, o                         |
| Active Control Energia                                          |      | | n                            |
| Acton                                                           |      | Züchter: Clause (Fr) | j                            |
| Acuario                                                         |      | | j                            |
| Acusta                                                          |      | | j                            |
| Adagio                                                          |      | | j                            |
| Adalya                                                          |      | | j                            |
| Adam                                                            |      | Züchter: Szkola Glowna Gospodarstwa Wiejskiego | j                            |
| Adam 1                                                          |      | | c, d                         |
| Adamo                                                           |      | | j                            |
| Adamo Green                                                     |      | | j                            |
| Adamovo Jabloko                                                 |      | | c, d                         |
| Adamset                                                         |      | Züchter: Syngenta Crop Protection Ag | j                            |
| Adapt                                                           |      | Züchter: Uo Belorusskaia Gosudarstvennaia Selskokhoziajstvennaia Akademiia, 213410, Mogilevskaia Obl., G.Gorki, Ul.Michurina, 5, Belarus | j, o                         |
| Adaptor                                                         |      | Züchter: Gavrish Sergej Fedorovich, Volok Olga Anatolievna, Dmitrieva Anna Sergeevna, Kapustina Raisa Nikolaevna, Gladkov Dmitrij Sergeevich, Sedin Aleksej Anatolievich, Grushanin Aleksej Ivanovich, Korostelev Aleksej Aleksandrovich, Semenova Anna Nikolaevna, Artemieva Galina Mihajlovna, Filimonova Yuliya Alekseevna, Redichkina Tatiyana, Aleksandrovna, Kalugin Aleksej Vladimirovich                                 | j                            |
| Adas                                                            |      | Züchter: Lietuvos Agrariniu Ir Mišku Mokslu Centro Filialas Sodininkystes Ir Daržininkystes Institutas | j, o                         |
| Adato                                                           |      | Züchter: Clause - Tezier (Fr) | j                            |
| Addalyn                                                         |      | Züchter: Hazera Genetics | j, o                         |
| Adela                                                           |      | | j                            |
| Adelaide                                                        |      | Züchter: S & G Seeds Bv (Nl) | j                            |
| Adelaide Festival                                               |      | | c, d                         |
| Adele                                                           |      | | j                            |
| Adelia                                                          |      | Züchter: Zayin Technology, S.L. | c, d, j, o                   |
| Adelina                                                         |      | Züchter: Ognev Valerij Vladimirovich, Chernov Aleksandr Yaroslavovich, Garmashova Aleksandra Petrovna, Trofimov Sergej Nikolaevich | j                            |
| Adeline                                                         |      | Züchter: Hm Clause Sa (Fr) | j                            |
| Ademir                                                          |      | Züchter: Enza Zaden Beheer B.V. | j                            |
| Aden                                                            |      | | j                            |
| Adeos                                                           |      | Züchter: Syngenta Crop Protection Ag | j                            |
| Adigo                                                           |      | | j                            |
| Adilen-A-Fca                                                    |      | | j                            |
| Admiral                                                         |      | Züchter: General Seed & Food Industries S.A. | j, o                         |
| Admiraltejskij                                                  |      | Züchter: Vinogradov Zosim Sergeevich, Vasiliev Yurij Vasilievich | c, d, f, j                   |
| Admiro                                                          |      | Züchter: De Ruiter Seeds B.V., Leeuwenhoekweg 52, P.O. Box 1050, 2660 Bb, Bergschenhoek The Netherlands | j, o                         |
| Adomati                                                         |      | | j                            |
| Adone                                                           |      | | j                            |
| Adonia                                                          |      | | j                            |
| Adonica                                                         |      | Züchter: Hazera Genetics Ltd (Il) | j                            |
| Adonis                                                          |      | Züchter: Institut Za Povrtarstvo, S. Palanka | c, d, j, o                   |
| Adorable                                                        |      | | c, d                         |
| Adoration                                                       |      | | j, o                         |
| Adorea                                                          |      | | j                            |
| Adpressa                                                        |      | | g, h                         |
| Adr 9001                                                        |      | | j                            |
| Adr 9003                                                        |      | | j                            |
| Adrale                                                          |      | | j                            |
| Adria                                                           |      | Züchter: Vilmorin, S.A. | j                            |
| Adriana                                                         |      | | e, g, h                      |
| Adriano                                                         |      | | j                            |
| Adrienna                                                        |      | | j                            |
| Aduna                                                           |      | Züchter: Ergon International N.V. | j                            |
| Adusta                                                          |      | | g, h                         |
| Adva                                                            |      | Züchter: Erma Zaden | j                            |
| Advance                                                         |      | Züchter: Degreef Paul | j, o                         |
| Advantage                                                       |      | Züchter: Harris Moran Seed Company | j, o                         |
| Advantage I                                                     |      | | j                            |
| Adventure                                                       |      | | c, d                         |
| Advin                                                           |      | | j                            |
| Advisor                                                         |      | | j, o                         |
| Ady                                                             |      | Züchter: Pilowski, M. | j, o                         |
| Adyutant                                                        |      | Züchter: Kachajnik Vladimir Georgievich, Gul'Kin Mihail Nikolaevich, Karmanova Olga Alekseevna, Matyunina Svetlana Vladimirovna | j                            |
| Adyzel                                                          |      | | j                            |
| Aegean                                                          |      | Züchter: Frits Herlaar | j                            |
| Aegean Rose                                                     |      | | c, d                         |
| Aegis                                                           |      | Züchter: Takii Europe B.V. | j                            |
| Aegrescens                                                      |      | | g, h                         |
| Aegrota                                                         |      | | g, h                         |
| Afalina                                                         |      | Züchter: Andreeva Evgeniya Nikolaevna, Nazina Sofiya Luisovna, Ushakova Mariya Ivanovna, Andreeva Anzhelika Nikolaevna | j                            |
| Afamia                                                          |      | | j                            |
| Afeef                                                           |      | | j                            |
| Afertilis                                                       |      | | g, h                         |
| Afghanistan                                                     |      | | c, d                         |
| Afilli                                                          |      | | j                            |
| Afina                                                           |      | Züchter: Patsuriya Dzheneri Vladimirovich, Andreeva Evgeniya Nikolaevna, Nazina Sofiya Luisovna, Ushakova Mariya Ivanovna, Andreev Yurij Mihajlovich, Andreeva Anzhelika Nikolaevna | j                            |
| African Beef (oder: African Beefsteak)                          |      | Züchter: Domaine Public (Fr) | c, d, j                      |
| African Beefsteak Orange                                        |      | | c, d                         |
| African Brown                                                   |      | | d                            |
| African Queen                                                   |      | | c, d                         |
| African Togo                                                    |      | | d                            |
| African Vining                                                  |      | | c, d                         |
| Africo                                                          |      | Züchter: Enza Zaden Beheer B.V. | j, o                         |
| Afrikanische Tomate (oder: African Tomato)                      |      | | c, e                         |
| Afrodita                                                        |      | Züchter: Ognev Valerij Vladimirovich, Maksimov Sergej Vasilievich, Klimenko Nikolaj Nikolaevich, Kostenko Aleksandr Nikolaevich | j                            |
| Afthonia                                                        |      | | j                            |
| Ag                                                              |      | | g, h                         |
| Ag 2123                                                         |      | | j                            |
| Ag 2206                                                         |      | | j                            |
| Ag 2214                                                         |      | | j                            |
| Ag 2222                                                         |      | | j                            |
| Ag 2234 Star                                                    |      | | j                            |
| Ag 2285 (oder: Cxd 142)                                         |      | | j                            |
| Ag 2286 (oder: Cxd 187)                                         |      | | j                            |
| Ag 2296 (oder: Cxd 207)                                         |      | | j                            |
| Ag 2306 (oder: Cxd 222)                                         |      | | j                            |
| Agadir                                                          |      | Züchter: Syngenta Crop Protection Ag | j, o                         |
| Agahatun                                                        |      | | j                            |
| Agarus                                                          |      | | j                            |
| Agassiz                                                         |      | | c, d                         |
| Agata                                                           |      | Züchter: C.R.A - Centro Di Ricerca Per Le Colture Industriali | j                            |
| Agatha                                                          |      | Züchter: Hebrew Uni/Hazera | c, d, g, h, j, n             |
| Agb 429 (oder: Besera)                                          |      | | j                            |
| Agb 453 N (oder: Beta 453 N)                                    |      | | j                            |
| Agena                                                           |      | | j                            |
| Agent                                                           |      | Züchter: Szkola Glowna Gospodarstwa Wiejskiego | j                            |
| Agiba                                                           |      | | j                            |
| Agilis                                                          |      | Züchter: Enza Zaden Beheer B.V. | j                            |
| Agitator                                                        |      | Züchter: Gavrish Sergej Fedorovich, Volok Olga Anatolievna, Dmitrieva Anna Sergeevna, Kapustina Raisa Nikolaevna, Gladkov Dmitrij Sergeevich, Sedin Aleksej Anatolievich, Grushanin Aleksej Ivanovich, Korostelev Aleksej Aleksandrovich, Volkov Aleksandr Aleksandrovich, Semenova Anna Nikolaevna, Artemieva Galina Mihajlovna, Filimonova Yuliya Alekseevna, Redichkina Tatiyana Aleksandrovna, Kalugin Aleksej Vladimirovich | j                            |
| Aglines                                                         |      | | j                            |
| Agnes                                                           |      | Züchter: Nirit Seeds Ltd (Il) | j                            |
| Agnisa                                                          |      | | c                            |
| Agora                                                           |      | Züchter: Vilmorin (Fr) | c, j, o                      |
| Agostino                                                        |      | Züchter: Hm Clause Sa (Fr) | j, o                         |
| Agr S 22                                                        |      | Züchter: Varios Obtentores | j                            |
| Agr S 43                                                        |      | Züchter: Varios Obtentores | j                            |
| Agr S 66                                                        |      | Züchter: Varios Obtentores | j                            |
| Agr S 85                                                        |      | Züchter: Varios Obtentores | j                            |
| Agraz 5                                                         |      | Züchter: Kagome Co. Ltd. | j, o                         |
| Agraz 6                                                         |      | Züchter: Kagome Co. Ltd. | j, o                         |
| Agressor                                                        |      | Züchter: Gavrish Sergej Fedorovich, Volok Olga Anatolievna, Dmitrieva Anna Sergeevna, Kapustina Raisa Nikolaevna, Gladkov Dmitrij Sergeevich, Sedin Aleksej Anatolievich, Grushanin Aleksej Ivanovich, Korostelev Aleksej Aleksandrovich, Semenova Anna Nikolaevna, Artemieva Galina Mihajlovna, Filimonova Yuliya Alekseevna, Al-Anati Rani, Redichkina Tatiyana Aleksandrovna, Kalugin Aleksej Vladimirovich                   | j                            |
| Agrippina                                                       |      | Züchter: Nirit Seeds Ltd | j                            |
| Agriset 761                                                     |      | | j                            |
| Agro                                                            |      | | a, j                         |
| Agrobrix                                                        |      | Züchter: Paimer Seed | j                            |
| Agrocia 103                                                     |      | | c, n                         |
| Agromella                                                       |      | | j                            |
| Agros Bibop                                                     |      | Züchter: Potapov Pavel Nikolaevich, Zizina Yana Fedorovna | j                            |
| Agros Hit                                                       |      | Züchter: Potapov Pavel Nikolaevich, Zizina Yana Fedorovna | j                            |
| Aguamiel                                                        |      | Züchter: Vilmorin Sa (Fr) | j                            |
| Agusta                                                          |      | | j                            |
| Agustina                                                        |      | | j                            |
| Agve                                                            |      | | c                            |
| Agx 87077                                                       |      | Züchter: Agri-Saaten GmbH | j, o                         |
| Agx 87080                                                       |      | Züchter: Agri-Saaten GmbH | j, o                         |
| Agyla                                                           |      | Züchter: Semillas Fito, S.A. | j                            |
| Ah 3                                                            |      | | d                            |
| Ahead Of The Game                                               |      | | c, d                         |
| Ahenk                                                           |      | | j                            |
| Ahlam                                                           |      | | j                            |
| Ahlo                                                            |      | | d                            |
| Ahmet Taiwanese                                                 |      | | c, d                         |
| Ahtanak                                                         |      | Züchter: Skvortsova Rufina Vasilievna, Gurkina Lyubov' Kirillovna, Ajrapetova Svetlana Arakelovna, Hachatryan Donara Vartanovna | j                            |
| Ai Sheng Zao Shi (oder: Aisheng Zao Shi)                        |      | | c, d                         |
| Aiace                                                           |      | | j                            |
| Aiaparl                                                         |      | | c, d                         |
| Aida                                                            |      | Züchter: Hartmut Klein, Glebova Svetlana Leonidovna | j                            |
| Aileen                                                          |      | Züchter: Hazera Genetics | j, o                         |
| Ailresist Rr                                                    |      | | j, o                         |
| Ailsa Craig                                                     |      | | c, d, e, f, g, h, j, o       |
| Ailsa Craig, Yellow                                             |      | | c, d                         |
| Aimar                                                           |      | | j, o                         |
| Ainiai                                                          |      | Züchter: Lietuvos Agrariniu Ir Mišku Mokslu Centro Filialas Sodininkystes Ir Daržininkystes Institutas | j, o                         |
| Ainoa                                                           |      | Züchter: Graines Voltz (Fr) | j, o                         |
| Airone                                                          |      | | j                            |
| Airton                                                          |      | | j, o                         |
| Airyleaf                                                        |      | | c, d, e, g, h                |
| Aisa                                                            |      | Züchter: Yuksel | j                            |
| Aisaka 2 Go                                                     |      | Züchter: Yabe Kazunori, Oyabu Tetsuya, Sugahara Shinji, Ochiai Hidehiko | j, o                         |
| Aisha                                                           |      | | j                            |
| Aist                                                            |      | Züchter: Andreeva Evgeniya Nikolaevna, Sysina Elena Artemievna, Nazina Sofiya Luisovna, Bogdanov Kirill Borisovich, Ushakova Mariya Ivanovna | j                            |
| Aitaki 1 Go                                                     |      | Züchter: Fukunaga Yutaka, Tanaka Tetsushi, Yabe Kazunori, Kato Masashi, Oyabu Tetsuya, Sakakibara Masahiro, Fukuta Shiro, Yamashita Fumiaki, Asano Yoshiyuki, Anai Naoko, Nakabo Masaya | j, o                         |
| Ajeet                                                           |      | Züchter: Floranova Ltd. | j                            |
| Aji Mustang                                                     |      | | c                            |
| Ajvengo                                                         |      | Züchter: Tarasov Yurij Dmitrievich | j                            |
| Akaba                                                           |      | Züchter: Clause Semences Sa (Fr) | j                            |
| Akademik                                                        |      | | c, d                         |
| Akanehime                                                       |      | Züchter: Niimi Yasuhiro | j                            |
| Akarsu                                                          |      | Züchter: Syngenta Seeds B.V. | j, o                         |
| Akatuj                                                          |      | Züchter: Gavrish Sergej Fedorovich, Morev Viktor Vasilievich, Amcheslavskaya Elena Valentinovna, Volok Olga Anatolievna, Nesterovich Arkadij Nikolaevich | j                            |
| Akdeniz                                                         |      | Züchter: Gavrish Sergej Fedorovich, Morev Viktor Vasilievich, Amcheslavskaya Elena Valentinovna, Volok Olga Anatolievna, Gavrish Fedor Sergeevich, Nesterovich Arkadij Nikolaevich | j, o                         |
| Aker’s Oxheart (oder: Aker’s Coeur De Boeuf)                    |      | | c, d, f                      |
| Aker’s Plum                                                     |      | | c, d, f                      |
| Aker’s Plum Pink                                                |      | | d                            |
| Aker’s West Virginia                                            |      | | c, d, f                      |
| Aker’s West Virginia Black                                      |      | | c, d                         |
| Aker’s West Virginia Chuck Wyatt’s                              |      | | d                            |
| Aker’s West Virginia Pl                                         |      | | c                            |
| Akin                                                            |      | Züchter: Michelangelo Leis-Alessio Martinelli-Gianfranco Castagnoli | j                            |
| Akira                                                           |      | Züchter: Tezier Sa (Fr) | j                            |
| Akkan                                                           |      | | j                            |
| Akkordeon                                                       |      | | e                            |
| Akord                                                           |      | Züchter: Clause Polska Sp. Z O.O. | j                            |
| Akrai                                                           |      | Züchter: S.A.I.S. Societá Agricola Italiana Sementi | j                            |
| Akron                                                           |      | | c, j, o                      |
| Aksanta                                                         |      | Züchter: Motov Viktor Mihajlovich, Kozak Vladimir Ivanovich, Motova Margarita Viktorovna, Astrahanskij Yurij Alekseevich | j                            |
| Aksay                                                           |      | | j                            |
| Aksiniya                                                        |      | Züchter: Alekseev Yurij Borisovich | j                            |
| Aksu                                                            |      | | j                            |
| Akula                                                           |      | Züchter: Gavrish Sergej Fedorovich, Morev Viktor Vasilievich, Amcheslavskaya Elena Valentinovna, Volok Olga Anatolievna, Gladkov Dmitrij Sergeevich, Vasilieva Margarita Yurievna | j                            |
| Akulina                                                         |      | Züchter: Gavrish Sergej Fedorovich, Kapustina Raisa Nikolaevna, Gladkov Dmitrij Sergeevich, Volkov Aleksandr Aleksandrovich, Semenova Anna Nikolaevna, Artemieva Galina Mihajlovna, Filimonova Yuliya Alekseevna, Redichkina Tatiyana Aleksandrovna | j                            |
| Akvarel                                                         |      | Züchter: Gubko Valentina Nikolaevna, Zalivakina Valentina Fedorovna, Orlova Elena Arnol'Dovna, Chernovolova Olga Alekseevna, Dmitrienko Al’Vina E'Duardovna | j                            |
| Akyra                                                           |      | Züchter: Syngenta Crop Protection Ag | j, o                         |
| Al Anoud                                                        |      | | j                            |
| Al Farah                                                        |      | | j                            |
| Al Hibad                                                        |      | | j                            |
| Al Kuffa                                                        |      | | c, d                         |
| Al Mourjan                                                      |      | | j                            |
| Al’Bion                                                         |      | Züchter: Gavrish Sergej Fedorovich, Volok Olga Anatolievna, Dmitrieva Anna Sergeevna, Kapustina Raisa Nikolaevna, Gladkov Dmitrij Sergeevich, Sedin Aleksej Anatolievich, Grushanin Aleksej Ivanovich, Korostelev Aleksej Aleksandrovich, Semenova Anna Nikolaevna, Artemieva Galina Mihajlovna, Filimonova Yuliya Alekseevna, Al-Anati Rani, Redichkina Tatiyana Aleksandrovna, Kalugin Aleksej Vladimirovich                   | j                            |
| Al’Fa                                                           |      | Züchter: Dubinin Sergej Vladimirovich, Kirillov Mihail Ivanovich | j                            |
| Al’Gambra                                                       |      | Züchter: Gavrish Sergej Fedorovich, Morev Viktor Vasilievich, Amcheslavskaya Elena Valentinovna, Volok Olga Anatolievna, Korol Valentin Grigorievich, Gavrish Fedor Sergeevich | j                            |
| Al’Kasar                                                        |      | Züchter: Gavrish Sergej Fedorovich, Morev Viktor Vasilievich, Amcheslavskaya Elena Valentinovna, Volok Olga Anatolievna, Korol Valentin Grigorievich | j                            |
| Al’Kor                                                          |      | Züchter: Ignatova Svetlana Ilyinichna, Ten'Kova Nailya Faridovna | j                            |
| Al’Yans                                                         |      | Züchter: Gavrish Sergej Fedorovich, Morev Viktor Vasilievich, Amcheslavskaya Elena Valentinovna, Volok Olga Anatolievna, Nesterovich Arkadij Nikolaevich | j                            |
| Alabaj                                                          |      | Züchter: Gavrish Sergej Fedorovich, Kapustina Raisa Nikolaevna, Gladkov Dmitrij Sergeevich, Volkov Aleksandr Aleksandrovich, Semenova Anna Nikolaevna, Artemieva Galina Mihajlovna, Filimonova Yuliya Alekseevna, Redichkina Tatiyana Aleksandrovna | j                            |
| Alabama                                                         |      | Züchter: Novartis Seeds B.V. | j                            |
| Alacrity                                                        |      | | c, d                         |
| Aladdin’s Lamp                                                  |      | | c, d, f, n                   |
| Aladin (oder: Aladdin)                                          |      | Züchter: Gavrish Sergej Fedorovich, Morev Viktor Vasilievich, Amcheslavskaya Elena Valentinovna, Degovtsova Tatiyana Vladimirovna, Volok Olga Anatolievna | j                            |
| Aladino (oder: Nun 9179)                                        |      | Züchter: Olter Srl. Nunza Bv | j                            |
| Alagon                                                          |      | Züchter: Petoseed Co.Inc. | j                            |
| Alambra                                                         |      | Züchter: Hm.Clause | j                            |
| Alambra F1                                                      |      | Züchter: Terzie Portes-Les-Valence (Fr) | j, o                         |
| Alameda                                                         |      | | j                            |
| Alami                                                           |      | | j                            |
| Alamina                                                         |      | Züchter: Rijk Zwaan Zaadteelt En Zaadhandel B.V. | j, o                         |
| Alamo                                                           |      | | g, h, j                      |
| Alan                                                            |      | Züchter: Southern Seed S.R.L. | j                            |
| Alandya                                                         |      | | j                            |
| Alange                                                          |      | Züchter: Petoseed Co.Inc. | j, o                         |
| Alanis                                                          |      | Züchter: Hazera Genetics | j, o                         |
| Alano                                                           |      | | j                            |
| Alantra                                                         |      | | j                            |
| Alarik                                                          |      | Züchter: Nieli Tommaso | j                            |
| Alaska                                                          |      | | c, d, e, f, g, h, n          |
| Alaskan Fancy                                                   |      | | c, d                         |
| Alaturka                                                        |      | | j                            |
| Alaya Karavella                                                 |      | Züchter: Gorshkova Nina Sergeevna, Hovrin Aleksandr Nikolaevich, Tereshonkova Tatiyana Arkadievna, Kostenko Aleksandr Nikolaevich | j                            |
| Alaya Zor’Ka                                                    |      | Züchter: Sedyakov Mihail Valeriyanovich, Kuznetsova Olga Alekseevna | j                            |
| Alaz                                                            |      | | j                            |
| Alba D’Oro                                                      |      | | c                            |
| Alba Regia                                                      |      | | c                            |
| Alba Rossa (oder: Albarossa)                                    |      | Züchter: Cora Seeds S.R.L. | j                            |
| Albalat                                                         |      | | j                            |
| Albalat F1                                                      |      | Züchter: De Ruiter Zone | j                            |
| Albanian Gold                                                   |      | | c, d                         |
| Albany Georgia Heirloom                                         |      | | c, d                         |
| Albarossa                                                       |      | | o                            |
| Albarossa Mod                                                   |      | | j                            |
| Albashi                                                         |      | Züchter: Gavrish Sergej Fedorovich, Morev Viktor Vasilievich, Amcheslavskaya Elena Valentinovna, Volok Olga Anatolievna, Nesterovich Arkadij Nikolaevich, Karlov Gennadij Ilyich | j, o                         |
| Albatros                                                        |      | | j                            |
| Albayda                                                         |      | Züchter: Semillas Fito, S.A. | j, o                         |
| Albenga Oxheart                                                 |      | | c, d                         |
| Albeni                                                          |      | | j                            |
| Albeniz                                                         |      | Züchter: Semillas Fito, S.A. | j, o                         |
| Alberga                                                         |      | Züchter: Vilmorin S.A. | j                            |
| Alberic                                                         |      | Züchter: Graines Gautier, S.A. | j, o                         |
| Alberta                                                         |      | | j                            |
| Alberta Girl                                                    |      | Typ: Stabtomate | c                            |
| Albertina                                                       |      | Züchter: Hazera Genetics Ltd | j                            |
| Alberto Shatters                                                |      | | c, d                         |
| Albertovske Gelb (oder: Albertovske Zlute. Albertovské Žluté)   |      | | c, d, j                      |
| Alberty                                                         |      | | j                            |
| Albey                                                           |      | | j                            |
| Albica                                                          |      | Züchter: Les Graines Caillard Sa (Fr) | j                            |
| Albifolium 2                                                    |      | | g, h                         |
| Albina                                                          |      | | c, g, h                      |
| Albion                                                          |      | | j                            |
| Albis                                                           |      | Züchter: Rijk Zwaan Zaadteelt En Zaadhandel Bv (Nl) | j                            |
| Albomarginata                                                   |      | | g, h                         |
| Alboney                                                         |      | | j, o                         |
| Alboran                                                         |      | | j                            |
| Alboreto                                                        |      | | j                            |
| Albovirens                                                      |      | | g, h                         |
| Alboviridis                                                     |      | | g, h                         |
| Alcala                                                          |      | Züchter: Semillas Fito, S.A. | j, o                         |
| Alcalde                                                         |      | Züchter: Meridiem Seeds S.L. | j                            |
| Alcance                                                         |      | | j                            |
| Alcapone                                                        |      | | j                            |
| Alcara                                                          |      | | d                            |
| Alcara Cherry                                                   |      | | d                            |
| Alcaria                                                         |      | | j                            |
| Alcatraz                                                        |      | | j                            |
| Alcazar                                                         |      | Züchter: De Ruiter Seeds | j, o                         |
| Alce                                                            |      | Züchter: Vilmorin Sa (Fr) | j                            |
| Alceste                                                         |      | Züchter: Nirit Seeds Ltd | j                            |
| Alcor                                                           |      | | j                            |
| Alcudia                                                         |      | Züchter: Novartis Seeds B.V. | j, o                         |
| Alcuno                                                          |      | | j                            |
| Alcyone                                                         |      | | j                            |
| Alda                                                            |      | Züchter: Petoseed Co.Inc. | j                            |
| Aldeana                                                         |      | Züchter: Capital Genetic Ebt, S.L. | j, o                         |
| Aldi Grape                                                      |      | | d                            |
| Aldi Orange Grape                                               |      | | d                            |
| Ale                                                             |      | Züchter: Juan Enrique Rodriguez Arellano/Jaime Sahagun Castellanos. | j, o                         |
| Aleandro                                                        |      | Züchter: Hort Seed Mediterrani S.L. | j                            |
| Alectra                                                         |      | | j                            |
| Aledo                                                           |      | Züchter: Clause, S.A. | j                            |
| Alef. S. L.                                                     |      | | h                            |
| Alegria                                                         |      | Züchter: Golden West Seed Research Co. | j                            |
| Alegro                                                          |      | Züchter: Zeraim Gedera Ltd. | j, o                         |
| Alehandro                                                       |      | Züchter: Tarasov Yurij Dmitrievich | j                            |
| Aleino                                                          |      | Züchter: Rijk Zwaan Zaadteelt En Zaadhandel B.V. | j                            |
| Alej                                                            |      | Züchter: Kashnova Elena Vasilievna, Andreeva Nadezhda Nikolaevna, Stolbova Tatiyana Mihajlovna, Kotel'Nikova Marina Aleksandrovna | j                            |
| Aleks                                                           |      | Züchter: Karbinskaya Elizaveta Naumovna, Vyrodova Aleksandra Pavlovna, Yanovchik Olga Evgenievna, Vyrodov Dmitrij Andreevich | j                            |
| Aleksandr                                                       |      | Züchter: Uo Belorusskaia Gosudarstvennaia Selskokhoziajstvennaia Akademiia, 213410, Mogilevskaia Obl., G.Gorki, Ul.Michurina, 5, Belarus | j, o                         |
| Alekseevna                                                      |      | Züchter: Lukiyanenko Anatolij Nikitovich, Dubinin Sergej Vladimirovich, Dubinina Irina Nikolaevna | j                            |
| Aleksiia                                                        |      | Züchter: Monsanto Holland Bv, Westeinde 161, 1601 Bm Enkhuizen, The Netherlands | j, o                         |
| Alena                                                           |      | Züchter: Ignatova Svetlana Ilyinichna, Gorshkova Nina Sergeevna, Moskvicheva Vera Timofeevna, Kvasnikov Boris Vasilievich, Izvekova Lyudmila Ivanovna, Andreeva Emma Nikolaevna, Kondakova Elena Ivanovna | j                            |
| Aleno Sartse                                                    |      | Züchter: Daniela Ganeva, Galina Pevicharova, Stoyka Masheva, Ivanka Nikolova | j                            |
| Alenushka                                                       |      | Züchter: Zhidkova Valentina Andreevna, Mihed Valentina Stepanovna | j                            |
| Alerce                                                          |      | | j                            |
| Alesha                                                          |      | Züchter: Ignatova Svetlana Ilyinichna, Gorshkova Nina Sergeevna | j                            |
| Alesha Popovich                                                 |      | Züchter: Ognev Valerij Vladimirovich, Maksimov Sergej Vasilievich, Klimenko Nikolaj Nikolaevich, Kostenko Aleksandr Nikolaevich | c, d, j                      |
| Aleshka                                                         |      | Züchter: Nastenko Nataliya Viktorovna, Kachajnik Vladimir Georgievich, Kandoba Aleksej Viktorovich | j                            |
| Alessandro                                                      |      | | j, o                         |
| Alex                                                            |      | Züchter: Hort Seed Mediterrani S.L. | j, o                         |
| Alex Popovich Yugoslavian                                       |      | | c, d                         |
| Alex T 1022                                                     |      | | j, o                         |
| Alexa                                                           |      | Züchter: Isi Sementi Spa | j                            |
| Alexander                                                       |      | Züchter: Golden West Seed Research Co. | j                            |
| Alexandra                                                       |      | Züchter: Western Seed España, S.A. | j                            |
| Alexandros                                                      |      | | j                            |
| Alexey                                                          |      | | j                            |
| Alexia                                                          |      | Züchter: Axia Vegetable Seeds B.V. | j                            |
| Alexis                                                          |      | Züchter: Hebrew Uni/Hazera | j, o                         |
| Alexis Svr 1822                                                 |      | | j, o                         |
| Alexsandro                                                      |      | Züchter: Multi Tohum San. Tic. A.S. | j                            |
| Alexsia                                                         |      | | j                            |
| Alexto                                                          |      | | g, h                         |
| Alezi                                                           |      | Züchter: Verschave Philippe | j                            |
| Alfa                                                            |      | Züchter: Hungaroseed | j, o                         |
| Alfa 200                                                        |      | Züchter: Hao-Demeter Vine, Fruit Trees And Vegetable Research Institute | j                            |
| Alfama                                                          |      | | j                            |
| Alfar                                                           |      | | j                            |
| Alfara F1                                                       |      | Züchter: Intersemillas | j, o                         |
| Alferez                                                         |      | Züchter: Rijk Zwaan Zaadteelt En Zaadhandel B.V. | j, o                         |
| Alfeta                                                          |      | Züchter: Geoponiki Ae | j, o                         |
| Alfil                                                           |      | Züchter: Hazera Genetics | j, o                         |
| Alfred                                                          |      | Züchter: Seminis Svs Holland, Nl | j, o                         |
| Alfreds Kleine Feine                                            |      | | f                            |
| Alfresco                                                        |      | Züchter: Limagrain Uk Ltd | j, o                         |
| Algambra                                                        |      | Züchter: Np Nii Ovoshchevodstva Zashchishchennogo Grunta, 107061, G.Moskva, Ul.Suvorovskaia, D. 32/34, Str. 2, Russia; Ooo Agrofirma Gavrish, 103287, G.Moskva, Ul.2Aia Khutorskaia, D. 11, Str. 1, Russia | j, o                         |
| Algol                                                           |      | | j, o                         |
| Algola                                                          |      | | j                            |
| Alhamilla                                                       |      | Züchter: Hazera Genetics | j, o                         |
| Alia                                                            |      | Züchter: Tezier | j                            |
| Aliaska                                                         |      | Züchter: Np Nii Ovoshchevodstva Zashchishchennogo Grunta, 107061, G.Moskva, Ul.Suvorovskaia, D. 32/34, Str. 2, Russia; Ooo Agrofirma Gavrish, 103287, G.Moskva, Ul.2Aia Khutorskaia, D. 11, Str. 1, Russia | j, o                         |
| Alibaba                                                         |      | Züchter: Nirit Seeds Ltd | j                            |
| Alibel                                                          |      | | j                            |
| Alican                                                          |      | | j                            |
| Alicante                                                        |      | | c, d, e, g, h, j, o          |
| Alicante Red                                                    |      | | k                            |
| Alice                                                           |      | Züchter: C.R.A - Centro Di Ricerca Per Le Colture Industriali | c, d, e, j                   |
| Alice Roosevelt                                                 |      | | b, c, d, e, f, g, h          |
| Alice’s Egypt                                                   |      | | c, d                         |
| Alicia                                                          |      | Züchter: Krishidhan Seeds Europe B.V. | j                            |
| Alida                                                           |      | | j                            |
| Alien                                                           |      | Züchter: Olter Srl | j                            |
| Aligator                                                        |      | Züchter: Gautier Semences Sas (Fr) | j, o                         |
| Aligote                                                         |      | Züchter: Vilmorin Sa (Fr) | j                            |
| Aligrizza                                                       |      | Züchter: Vilmorin Sa (Fr) | j                            |
| Alima                                                           |      | | j                            |
| Alimo                                                           |      | | j                            |
| Alina                                                           |      | Züchter: Potapov Pavel Nikolaevich, Zizina Yana Fedorovna | j                            |
| Alindi 811                                                      |      | | j                            |
| Aline                                                           |      | | j                            |
| Alirio                                                          |      | | j                            |
| Alis Pembe Kiraz                                                |      | | d                            |
| Alisa                                                           |      | Züchter: Gavrish Sergej Fedorovich, Volok Olga Anatolievna, Dmitrieva Anna Sergeevna, Kapustina Raisa Nikolaevna, Gladkov Dmitrij Sergeevich, Sedin Aleksej Anatolievich, Grushanin Aleksej Ivanovich, Korostelev Aleksej Aleksandrovich, Semenova Anna Nikolaevna, Artemieva Galina Mihajlovna, Filimonova Yuliya Alekseevna, Redichkina Tatiyana Aleksandrovna, Kalugin Aleksej Vladimirovich                                  | j                            |
| Alison                                                          |      | Züchter: Novartis Seeds Bv (Nl) | j                            |
| Alissa                                                          |      | | j                            |
| Alista 2821                                                     |      | | j                            |
| Alistar                                                         |      | | j                            |
| Alitscha Zheltaja                                               |      | | c                            |
| Aliye                                                           |      | | j                            |
| Alize                                                           |      | | j                            |
| Alka                                                            |      | Züchter: Dubinin Sergej Vladimirovich, Kirillov Mihail Ivanovich | c, f, j, o                   |
| Alkan                                                           |      | | j                            |
| Alkasar                                                         |      | Züchter: Np Nii Ovoshchevodstva Zashchishchennogo Grunta, 107061, G.Moskva, Ul.Suvorovskaia, D. 32/34, Str. 2, Russia; Ooo Agrofirma Gavrish, 103287, G.Moskva, Ul.2Aia Khutorskaia, D. 11, Str. 1, Russia | j, o                         |
| Alki Blue Blood                                                 |      | | d                            |
| Alkistis                                                        |      | | j                            |
| Alkyon                                                          |      | Züchter: Golden West Seed Co. Inc. | j                            |
| All Meat                                                        |      | | c, d                         |
| All Red                                                         |      | | c, d                         |
| All Round (oder: Allround)                                      |      | | g, h, j                      |
| All Star F1                                                     |      | Züchter: Petoseed Company Inc. (Usa) | j                            |
| All The Year                                                    |      | | g, h                         |
| Alla 2 F1                                                       |      | | j, o                         |
| Alla’s Plum                                                     |      | | c, d                         |
| Allegheny Sunset                                                |      | | c, f, d                      |
| Allegro                                                         |      | | j, o                         |
| Allen 2000                                                      |      | Züchter: Pyshnaya Olga Nikolaevna, Aramov Muzafar Hashimovich, Shelobodkin Aleksej Vladimirovich | j                            |
| Allerbest                                                       |      | | c, d, n                      |
| Allflesh 1000                                                   |      | Züchter: Passeri Paolo | j                            |
| Allflesh 1010                                                   |      | Züchter: Peotec Seeds Srl | j                            |
| Allflesh 1020                                                   |      | Züchter: Peotec Seeds Srl | j                            |
| Allflesh 1110                                                   |      | Züchter: Peotec Seeds Srl | j, o                         |
| Allflesh 1120                                                   |      | Züchter: Peotec Seeds S.R.L. | j                            |
| Allflesh 1125                                                   |      | Züchter: Peotec Seeds Srl | j                            |
| Allflesh 1130                                                   |      | Züchter: Peotec Seeds Srl | j                            |
| Allflesh 900                                                    |      | Züchter: Passeri Paolo | j                            |
| Allflesh 905                                                    |      | Züchter: Peotec Seeds Srl | j                            |
| Allflesh 910                                                    |      | Züchter: Peotec Seeds Srl | j                            |
| Allflesh 915                                                    |      | Züchter: Peotec Seeds Srl | j                            |
| Allflesh 920                                                    |      | Züchter: Peotec Seeds Srl | j                            |
| Allflesh 935                                                    |      | Züchter: Peotec Seeds Srl | j                            |
| Alliance                                                        |      | Züchter: Clause Semences Sa (Fr) | j                            |
| Allissia                                                        |      | Züchter: De Ruiter Zonen (Nl) | j                            |
| Allround                                                        |      | | o                            |
| Allround 48                                                     |      | | j, o                         |
| Allure                                                          |      | Züchter: Stokes Seeds Limited | e, g, h, j, o                |
| Alma                                                            |      | Züchter: Geoponiko Spiti Aebe | c, e, g, h, j                |
| Alma 01                                                         |      | | k                            |
| Alma Alaku                                                      |      | | g, h                         |
| Alma Ata                                                        |      | | c, d, f                      |
| Almadir                                                         |      | Züchter: Semillas Fitó S.A. | j, o                         |
| Almaindeto                                                      |      | Züchter: Sporogenesis S.A. (Gr) | j                            |
| Almanda                                                         |      | Züchter: Shlomi Elyakim (Il) | j                            |
| Almandino                                                       |      | | j                            |
| Almanor                                                         |      | | j                            |
| Almanzor                                                        |      | Züchter: Hort Seed Mediterrani S.L. | j                            |
| Almaz                                                           |      | | j                            |
| Almeida                                                         |      | | j                            |
| Almenara                                                        |      | Züchter: Ferry Morse | j, o                         |
| Almeto                                                          |      | | j                            |
| Almibar                                                         |      | Züchter: Syngenta Participations Ag | j                            |
| Almila                                                          |      | | j                            |
| Almina                                                          |      | | j                            |
| Almog                                                           |      | | j                            |
| Almut                                                           |      | Züchter: Dr. Barb Neubert | g, h, j                      |
| Almy                                                            |      | | j                            |
| Aln46                                                           |      | Züchter: Golden West Seed Research Co Inc, Usa | j                            |
| Alodia                                                          |      | Züchter: Syngenta Seeds B.V. | j                            |
| Aloha                                                           |      | Züchter: Centre Tech. De Conservation Des Produits Agricoles (Fr)/Institut National De La Recherche Agronomique (Fr) | j                            |
| Aloisa (oder: Alojza)                                           |      | | j                            |
| Alondra                                                         |      | Züchter: Hazera Genetics | j, o                         |
| Alonso                                                          |      | Züchter: Syngenta Seeds B.V. | j                            |
| Alpaca                                                          |      | | j                            |
| Alpado                                                          |      | | j                            |
| Alpaga                                                          |      | Züchter: Tezier Sa (Fr) | j                            |
| Alpatieva (oder: Tree Shaped)                                   |      | Ursprung: Russische Föderation, 1995 | g, h                         |
| Alpatieva 905                                                   |      | | g, h                         |
| Alpatieva 905 A                                                 |      | | c, d, j                      |
| Alpatovskij                                                     |      | | g, h                         |
| Alperen                                                         |      | | j                            |
| Alpha                                                           |      | | c, d, j                      |
| Alpha Pink                                                      |      | | c, d, g, h                   |
| Alphamech                                                       |      | | j                            |
| Alphapeel                                                       |      | Züchter: Petoseed Co.Inc. | j                            |
| Alphaset                                                        |      | | j                            |
| Alpina                                                          |      | | j                            |
| Alpine                                                          |      | | c, d                         |
| Alpine Glow                                                     |      | | c, d                         |
| Alpino                                                          |      | Züchter: De Ruiter Zonen (Nl) | j, o                         |
| Alsancak Rn                                                     |      | | j                            |
| Alston                                                          |      | | j                            |
| Alston’s Everlasting                                            |      | | c, d, f                      |
| Alsu                                                            |      | Züchter: Dederko Vladimir Nikolaevich, Postnikova Tatiyana Nikolaevna | j                            |
| Alta                                                            |      | | j                            |
| Altadena                                                        |      | Züchter: Syngenta Crop Protection Ag | j, o                         |
| Altaechka                                                       |      | Züchter: Botyaeva Galina Viktorovna, Dederko Vladimir Nikolaevich | d, j                         |
| Altai Masterpiece (oder: Altayskiy Shedevr. Altajskij Shedevr)  |      | | c, d, e, j                   |
| Altai Orange (oder: Altajskij Oranzhevyj. Altaiskiy Oranzhevyi) |      | Züchter: Shott Zoya Ivanovna, Gilev Mihail Aleksandrovich | c, d, e, j                   |
| Altair (oder: Al’Tair. North Star)                              |      | Züchter: The Faculty Of Agriculture Of The H.U. Rehovot. Gavrish Sergej Fedorovich, Morev Viktor Vasilievich, Amcheslavskaya Elena Valentinovna, Volok Olga Anatolievna, Nesterovich Arkadij Nikolaevich | g, h, j, o                   |
| Altaiskij Silatch                                               |      | | c, d                         |
| Altaisky (oder: Altaiskij. Altaiskiy)                           |      | Züchter: Domaine Public (Fr) | j                            |
| Altajskaya Zarya                                                |      | Züchter: Ognev Valerij Vladimirovich, Korchagin Vladimir Vasilievich, Tereshonkova Tatiyana Arkadievna | j                            |
| Altajskij Krasnyj                                               |      | Züchter: Shott Zoya Ivanovna, Gilev Mihail Aleksandrovich | j                            |
| Altajskij Rannij                                                |      | | g, h                         |
| Altajskij Rozovyj                                               |      | Züchter: Shott Zoya Ivanovna, Gilev Mihail Aleksandrovich | j                            |
| Altajskij Tepljinij                                             |      | | c, g, h                      |
| Altajskij Urozajnij                                             |      | | c, d                         |
| Altajskij Yellow                                                |      | | c                            |
| Altajskij Zheltyj                                               |      | Züchter: Shott Zoya Ivanovna, Gilev Mihail Aleksandrovich | j                            |
| Altamira                                                        |      | | j                            |
| Altavilla                                                       |      | Züchter: Isi Sementi Spa | j                            |
| Altay                                                           |      | | g, h                         |
| Alte Maremma (oder: Vecchia Maremma)                            |      | | n                            |
| Altena                                                          |      | | j                            |
| Alter Kommunist                                                 |      | | c, f                         |
| Altera                                                          |      | | j                            |
| Alterio                                                         |      | Züchter: Semillas Fitó S.A. | j, o                         |
| Altess                                                          |      | Züchter: De Ruiter Zonen (Nl) | c, j, o                      |
| Alteza                                                          |      | | j                            |
| Althea                                                          |      | Züchter: Hebrew Uni/Hazera | j, o                         |
| Altialti                                                        |      | | j                            |
| Altima                                                          |      | | j                            |
| Altlas                                                          |      | | j                            |
| Alto                                                            |      | | j                            |
| Altos                                                           |      | | j                            |
| Altruist                                                        |      | Züchter: Gavrish Sergej Fedorovich, Volok Olga Anatolievna, Dmitrieva Anna Sergeevna, Kapustina Raisa Nikolaevna, Gladkov Dmitrij Sergeevich, Grushanin Aleksej Ivanovich, Korostelev Aleksej Aleksandrovich, Volkov Aleksandr Aleksandrovich, Semenova Anna Nikolaevna, Artemieva Galina Mihajlovna, Filimonova Yuliya Alekseevna, Al-Anati Rani, Redichkina Tatiyana Aleksandrovna, Kalugin Aleksej Vladimirovich              | j                            |
| Altweibersommer                                                 |      | | c, f                         |
| Alty 9 T 4907                                                   |      | | j                            |
| Altyn                                                           |      | Züchter: Kashnova Elena Vasilievna, Andreeva Nadezhda Nikolaevna, Stolbova Tatiyana Mihajlovna | j                            |
| Alura                                                           |      | Züchter: Western Seed (Nl) | j                            |
| Alutacea                                                        |      | | g, h                         |
| Alvados                                                         |      | | j                            |
| Alvaro                                                          |      | Züchter: Ergon International N.V. | j                            |
| Alvin                                                           |      | | j                            |
| Alya                                                            |      | Züchter: D. Ganeva, G.Pevicharova, O. Georgieva, D. Kostova, V. Yankova, I. Nikolova | j                            |
| Alyanak                                                         |      | | j                            |
| Alyans                                                          |      | | j                            |
| Alyaska                                                         |      | Züchter: Gavrish Sergej Fedorovich, Morev Viktor Vasilievich, Amcheslavskaya Elena Valentinovna, Volok Olga Anatolievna | j                            |
| Alye Parusa                                                     |      | Züchter: Guseva Lyudmila Ivanovna, Nikulaesh Mihail Dmitrievich, Myazina Lyubov' Anatolievna, Zhavoronkov Vladimir Anatolievich | j                            |
| Alye Svechi                                                     |      | Züchter: Dederko Vladimir Nikolaevich, Postnikova Olga Valentinovna | j                            |
| Alyi Mustang                                                    |      | | c, e                         |
| Alyj Fregat                                                     |      | Züchter: Hovrin Aleksandr Nikolaevich, Tereshonkova Tatiyana Arkadievna, Klimenko Nikolaj Nikolaevich, Kostenko Aleksandr Nikolaevich | j                            |
| Alyj Mustang                                                    |      | Züchter: Dederko Vladimir Nikolaevich, Postnikova Olga Valentinovna | j                            |
| Alyste                                                          |      | Züchter: Semillas Fito, S.A. | j, o                         |
| Alyürek                                                         |      | | j                            |
| Amadej                                                          |      | Züchter: Andreeva Evgeniya Nikolaevna, Nazina Sofiya Luisovna, Ushakova Mariya Ivanovna, Andreeva Anzhelika Nikolaevna | j                            |
| Amadeo                                                          |      | Züchter: Clause Semences Sa (Fr) | j                            |
| Amadeus                                                         |      | | j                            |
| Amalia                                                          |      | Züchter: Agrosel S.R.L. | j                            |
| Amalthia                                                        |      | | j                            |
| Amana Orange                                                    |      | Reifezeit: 90 Tage. Fruchtgewicht: bis 1000 g. Züchter: Domaine Public (Fr) | c, d, e, g, h, j             |
| Amana Pink                                                      |      | | c, d                         |
| Amanda                                                          |      | Züchter: Svalof Weibull Ab | j                            |
| Amandine                                                        |      | Züchter: Syngenta Seeds B.V. | j                            |
| Amaneta                                                         |      | Züchter: Enza Zaden Beheer B.V. | j, o                         |
| Amaneta F1                                                      |      | Züchter: Enza Zaden | k                            |
| Amani                                                           |      | | j                            |
| Amani 1                                                         |      | | j                            |
| Amant                                                           |      | | j                            |
| Amapola                                                         |      | Züchter: Sakata Seed America Inc (Us) | j                            |
| Amaral                                                          |      | Züchter: Enza Zaden B.V. | j, o                         |
| Amarante                                                        |      | Züchter: Hazera Genetics Ltd (Il) | j                            |
| Amareto                                                         |      | Züchter: Zeraim Gedera Ltd. | j, o                         |
| Amarillo                                                        |      | | c, d, j                      |
| Amarillo Canarios                                               |      | | c                            |
| Amarillo F1                                                     |      | | f                            |
| Amashizuku                                                      |      | Züchter: Yamada Fuminori, Yutani Yuzuru, Tataki Hideo, Ushiama Masamichi, Kanai Yukio | j, o                         |
| Amastera                                                        |      | Züchter: Hazera Seeds Ltd. | j, o                         |
| Amateur                                                         |      | | d                            |
| Amateur’s Dream                                                 |      | | g, h                         |
| Amateurs Träume (oder: Metschta Lübitelja)                      |      | | n                            |
| Amati                                                           |      | Züchter: Jaap Hoogstraten | a, c, j                      |
| Amati F1                                                        |      | Züchter: Seminis Vegetables (Nl) | j, o                         |
| Amatista                                                        |      | | j                            |
| Amaya                                                           |      | Züchter: Hazera Genetics | j, o                         |
| Amazing Grace                                                   |      | | c                            |
| Amazing Grace Cherry                                            |      | | d                            |
| Amazon                                                          |      | Züchter: Enza Zaden (Nl) | j, o                         |
| Amazon Chocolate                                                |      | | c, d, f                      |
| Amazonas                                                        |      | | j                            |
| Amazone                                                         |      | Züchter: Hebrew Uni/Hazera | j, o                         |
| Amazonka                                                        |      | Züchter: Andreeva Evgeniya Nikolaevna, Nazina Sofiya Luisovna, Ushakova Mariya Ivanovna, Andreeva Anzhelika Nikolaevna | j                            |
| Ambar                                                           |      | Züchter: Amit Avidov | j                            |
| Amber                                                           |      | | d                            |
| Amber Colored                                                   |      | | c, d, e, g, h                |
| Amberlee                                                        |      | | j, o                         |
| Amberley Cross                                                  |      | | j, o                         |
| Ambiance                                                        |      | | j, o                         |
| Ambizioso                                                       |      | Züchter: Blumen Group S.P.A | j, o                         |
| Ambra                                                           |      | | j                            |
| Ambre                                                           |      | | c                            |
| Ambros                                                          |      | | j                            |
| Ambrosia                                                        |      | Züchter: Hebrew Uni/Hazera | j, o                         |
| Ambrosia Giant                                                  |      | | c, d                         |
| Ambrosia Gold                                                   |      | | c, d                         |
| Ambrosia Pink                                                   |      | | c, d                         |
| Ambrosia Red                                                    |      | | c, d, e                      |
| Amcorock                                                        |      | | j                            |
| Amcostar                                                        |      | | j                            |
| Amcu Inta                                                       |      | Züchter: Eea Alto Valle | j                            |
| Ameera                                                          |      | | j                            |
| Amelie                                                          |      | Züchter: Hybrids Ellas Abee | j                            |
| Amely                                                           |      | Züchter: Clause - Tezier (Fr) | j                            |
| Amenda                                                          |      | | j                            |
| Amendola                                                        |      | | j                            |
| Amenno                                                          |      | Züchter: Seminis Veget.Seeds Inc | j                            |
| Amergen                                                         |      | Züchter: Golden West Seed Research Co. | j                            |
| America No 5                                                    |      | | j                            |
| American Superb                                                 |      | | o                            |
| Americke Pyramidni                                              |      | | c, d                         |
| Amerigo                                                         |      | Züchter: Sakata Seed Sudamerica Ltda (Br) | j                            |
| Amerikanac                                                      |      | | c                            |
| Amerikanische Himbeerfarbene                                    |      | | n                            |
| Amerikanische Wildtomate                                        |      | | c                            |
| Amerikanskij Sladkij                                            |      | | c, d                         |
| Amerikanskij Vytyjanutji (oder: Amerikanskiy Vytyanutyi)        |      | | c, d                         |
| Amethis                                                         |      | Züchter: Clause Semences Sa (Fr) | j                            |
| Amethis F1                                                      |      | | j, o                         |
| Amethyst Cream Cherry                                           |      | | c, d                         |
| Amethyst Jewel                                                  |      | | c, d, e, f                   |
| Amfora                                                          |      | | j                            |
| Amico                                                           |      | | j                            |
| Amielia                                                         |      | Züchter: Aker, R. | j, o                         |
| Amigo                                                           |      | Züchter: Eugen Seed S.R.L. | j, o                         |
| Amiko                                                           |      | | j                            |
| Amilda                                                          |      | | j                            |
| Amina                                                           |      | Züchter: Rijk Zwaan Zaadteelt En Zaadhandel Bv (Nl) | j                            |
| Aminahyb                                                        |      | | j                            |
| Amira                                                           |      | | j                            |
| Amish Canning                                                   |      | | c, d                         |
| Amish Cherry                                                    |      | | b, c, d, e, g, h             |
| Amish Farmer                                                    |      | | c                            |
| Amish Fliederblättrig                                           |      | | n                            |
| Amish Gold                                                      |      | | c, d, e, f, g, h             |
| Amish Kartoffelblättrig                                         |      | | n                            |
| Amish Oxheart                                                   |      | | c, d                         |
| Amish Paste                                                     |      | | c, d, e                      |
| Amish Pink                                                      |      | | c, d                         |
| Amish Potato Leaf                                               |      | | c, d, e, g, h                |
| Amish Red                                                       |      | | c, d, g, h                   |
| Amish Rio’s Great                                               |      | | c, n                         |
| Amish Rose                                                      |      | | c, d                         |
| Amish Salad                                                     |      | | c, d, e, g, h                |
| Amish Staple                                                    |      | | c, d                         |
| Amish Yellow                                                    |      | | d, f                         |
| Amish Yellow Giant                                              |      | | c, d, n                      |
| Amishka                                                         |      | Züchter: Dubinin Sergej Vladimirovich, Kirillov Mihail Ivanovich | j                            |
| Amit                                                            |      | Züchter: Zur, Amit | j, o                         |
| Ammarida                                                        |      | | j                            |
| Amoah                                                           |      | Züchter: Enza Zaden Beheer B.V. | j, o                         |
| Amonet                                                          |      | Züchter: Amit Avidov | j, o                         |
| Amoori                                                          |      | | j                            |
| Amor                                                            |      | Züchter: Institut National De La Recherche Agronomique (Fr) | j                            |
| Amore                                                           |      | Züchter: Seminis Veget.Seeds Inc | c, d, f, j, o                |
| Amore Rs                                                        |      | Züchter: Seminis Veget.Seeds Inc | j, o                         |
| Amoretto                                                        |      | | j                            |
| Amoretto Mandolino                                              |      | | j                            |
| Amoroso                                                         |      | Züchter: Rijk Zwaan Zaadteelt En Zaadhandel B.V. | c, j                         |
| Amos                                                            |      | | j                            |
| Amos Coli                                                       |      | | c, d                         |
| Amparo                                                          |      | Züchter: De Ruiter Seeds | j                            |
| Ampel'Ka                                                        |      | Züchter: Mamedov Mubariz Isa Ogly, Pyshnaya Olga Nikolaevna, Dzhos Elena Alekseevna, Mitrofanova Oksana Aleksandrovna, Matyukina Anna Alekseevna, Belavkin Evgenij Sergeevich | j                            |
| Ampel'Nyj                                                       |      | Züchter: Ignatova Svetlana Ilyinichna, Gorshkova Nina Sergeevna, Tereshonkova Tatiyana Arkadievna | j                            |
| Ampeltomate                                                     |      | | n                            |
| Ampeltomate Gelb                                                |      | | c                            |
| Ampeltomate Himbeerfarben                                       |      | | c                            |
| Ampeltomate Rosa                                                |      | | n                            |
| Ampir                                                           |      | Züchter: Kudryavtseva Galina Aleksandrovna, Fotev Yurij Valentinovich, Altunina Lyubov' Petrovna | j                            |
| Ample                                                           |      | | c, d                         |
| Amritsar I                                                      |      | Herkunft: Indien | c                            |
| Amstel                                                          |      | Züchter: Gavrish Sergej Fedorovich, Morev Viktor Vasilievich, Amcheslavskaya Elena Valentinovna, Volok Olga Anatolievna | j                            |
| Amsterdam                                                       |      | | j                            |
| Amulet                                                          |      | Züchter: Mashtakov Aleksej Alekseevich, Mashtakova Anna Harlampievna, Strel'Nikova Tamara Romanovna, Alekseev Yurij Borisovich | c, d, j, o                   |
| Amur                                                            |      | Züchter: Gavrish Sergej Fedorovich, Morev Viktor Vasilievich, Amcheslavskaya Elena Valentinovna, Volok Olga Anatolievna, Gladkov Dmitrij Sergeevich, Redichkina Tatiyana Aleksandrovna | j                            |
| Amurskaya Zarya                                                 |      | Züchter: Lukiyanenko Anatolij Nikitovich, Dubinin Sergej Vladimirovich, Dubinina Irina Nikolaevna | j                            |
| Amurskij Shtamb                                                 |      | Züchter: Lukiyanenko Anatolij Nikitovich, Dubinin Sergej Vladimirovich, Dubinina Irina Nikolaevna | j                            |
| Amurskij Tigr                                                   |      | Züchter: Kachajnik Vladimir Georgievich, Gul'Kin Mihail Nikolaevich, Karmanova Olga Alekseevna, Matyunina Svetlana Vladimirovna | c, d, j                      |
| Amurskij Utes                                                   |      | Züchter: Kuzmitskaya Galina Antonievna, Oshlakova Zinaida Vladimirovna | j                            |
| Amy                                                             |      | | o                            |
| Amy’s Apricot                                                   |      | | c, d                         |
| Amy’s Sugar Gem                                                 |      | | c, d                         |
| Ana                                                             |      | Züchter: Semillas Fito, S.A. | j, o                         |
| Anabel                                                          |      | | j                            |
| Anabel F1                                                       |      | | j, o                         |
| Anabella                                                        |      | Züchter: Louis Poloni (Fr) | j                            |
| Anabelle                                                        |      | Züchter: Institut National De La Recherche Agronomique (Fr) | j                            |
| Anahi                                                           |      | | j                            |
| Anahit 351                                                      |      | | c, d                         |
| Anahita                                                         |      | Züchter: Hort Seed Mediterrani S.L. | j                            |
| Anahu                                                           |      | | c, d, g, h                   |
| Anairis                                                         |      | | j                            |
| Anait                                                           |      | | c, d, g, h                   |
| Ananas (oder: Ananastomate)                                     |      | Züchter: Domaine Public (Fr) | b, c, d, e, f, g, h, j, n    |
| Ananas Blau                                                     |      | | c                            |
| Ananas Noir                                                     |      | Züchter: Domaine Public (Fr) | b, c, d, e, f, g, h, j       |
| Ananas Potato Leaf                                              |      | | d                            |
| Ananasnya                                                       |      | | c, g, h                      |
| Ananasové Zlte                                                  |      | | g, h                         |
| Anantha                                                         |      | | g, h                         |
| Anasta                                                          |      | Züchter: Gsn Semences Sas (Fr) | j                            |
| Anastasia (oder: Anastasiya)                                    |      | Züchter: Asgrow Seed Company (Us)/Bruinsma (Nl) | c, d, e, f, g, h, j, o       |
| Anath                                                           |      | Züchter: Hebrew Uni/Hazera | j, o                         |
| Anatoli                                                         |      | | c, j                         |
| Anatolia                                                        |      | | c, d, j                      |
| Anatolie                                                        |      | Züchter: Siromeatnicov, Iulia, Md, Jacota, Anatolie, Md, Cotenco, Eugenia, Md, Botnari, Vasile, Md, Chirilov, Eleonora, Md | j, o                         |
| Anceo                                                           |      | | j                            |
| Anchor                                                          |      | | j                            |
| Anchor-T                                                        |      | | j                            |
| Ancillotto                                                      |      | | j, o                         |
| Ancka                                                           |      | | c, d                         |
| Ancon                                                           |      | | j                            |
| Ancona                                                          |      | | j                            |
| Andalusia                                                       |      | | c, d, f, n                   |
| Andante                                                         |      | Züchter: Clause Semences Sa (Fr) | j, o                         |
| Andenhorn (oder: Cornue Des Andes. Andine Cornue)               |      | Reifezeit: 78 Tage. Typ: Flaschentomate. Frucht: Form einer spitzen Paprikafrucht; wird etwa 10 cm lang. | b, c, d, f, g, h, n          |
| Andenhorn Chile                                                 |      | | n                            |
| Andenhorn Gelb (oder: Cornue Des Andes Jaune)                   |      | Fruchtgewicht: 100 g. Reifezeit: 80 Tage | c, d, f                      |
| Andenhorn Indio                                                 |      | Fruchtgewicht: bis 200 g. Reifezeit: 80 Tage | f                            |
| Anderson Roman                                                  |      | | c, d                         |
| Andes                                                           |      | | d                            |
| Andes Pink                                                      |      | | c, d                         |
| Andewia                                                         |      | | d                            |
| Andi’s Cocktail                                                 |      | | n                            |
| Andijanskije                                                    |      | | c                            |
| Andine Cornue                                                   |      | Züchter: Domaine Public (Fr) | d, j                         |
| Andine Noire                                                    |      | | f                            |
| Andino                                                          |      | Züchter: Western Seed España, S.A. | j, o                         |
| Andira                                                          |      | | j                            |
| Andizhanskie                                                    |      | | d                            |
| Andra                                                           |      | | j                            |
| Andrea                                                          |      | Züchter: Hazera Genetics Ltd (Il) | j                            |
| Andreevskij Syurpriz (oder: Andrejewskij Surpris)               |      | Züchter: Gubko Valentina Nikolaevna, Kamanin Andrej Aleksandrovich | c, d, e, j                   |
| Andrejka                                                        |      | Züchter: Pyzhenkov Vladimir Ilyich, Osipova Galina Stepanovna, Andreeva Irina Nikolaevna | j                            |
| Andres                                                          |      | Züchter: Novartis Seeds B.V. | j                            |
| Andrew Rahart’s Jumbo Pink                                      |      | | d                            |
| Andrew Rahart’s Jumbo Red                                       |      | | c, d, f                      |
| Andrew Rahart’s Large Orange                                    |      | | c, d                         |
| Andrewia                                                        |      | | c, f                         |
| Andrina                                                         |      | | c, d, e, g, h                |
| Android                                                         |      | | j                            |
| Andromeda                                                       |      | Züchter: Hazera Genetics Ltd (Il) | c, j, n, o                   |
| Andrus                                                          |      | Züchter: Szkola Glowna Gospodarstwa Wiejskiego | j                            |
| Andryushka                                                      |      | Züchter: Ignatova Svetlana Ilyinichna, Gorshkova Nina Sergeevna, Tereshonkova Tatiyana Arkadievna | j                            |
| Andu                                                            |      | | j                            |
| Andy                                                            |      | Züchter: Yuksel | j                            |
| Andy Buckflat’s Wonder                                          |      | | c, d                         |
| Andy’s Orange                                                   |      | | c, d                         |
| Anejo                                                           |      | | j                            |
| Anemon                                                          |      | Züchter: Yissum Research Development Company Of The Hebrew University Of Jerusalem Ltd. | j                            |
| Anemore Treasure                                                |      | | f                            |
| Anet                                                            |      | | j                            |
| Aneta                                                           |      | | j                            |
| Anfas                                                           |      | | j                            |
| Angara                                                          |      | Züchter: Gavrish Sergej Fedorovich, Morev Viktor Vasilievich, Amcheslavskaya Elena Valentinovna, Volok Olga Anatolievna, Aleksandrov Mihail Aleksandrovich | j                            |
| Angel                                                           |      | Züchter: Maksimov Sergej Vasilievich, Tereshonkova Tatiyana Arkadievna, Klimenko Nikolaj Nikolaevich, Kostenko Aleksandr Nikolaevich | j                            |
| Angel Drop                                                      |      | Züchter: Maki Kenichiro, Yamaguchi Shuichi, Sayama Haruki, Ishimura Eiji | j, o                         |
| Angel Tree                                                      |      | Züchter: Fujii Takashi, Ichihashi Eiji, Ishimura Eiji | j, o                         |
| Angela                                                          |      | | j                            |
| Angela Giant                                                    |      | | c                            |
| Angelika (oder: Angelica)                                       |      | Züchter: A.R.O. The Volcani Center | c, f, j, n, o                |
| Angeliki                                                        |      | | j                            |
| Angelina Vp                                                     |      | | j                            |
| Angeline                                                        |      | Züchter: Nirit Seeds Ltd. | j, o                         |
| Angelino                                                        |      | Züchter: Syngenta Seeds B.V. | j                            |
| Angelle                                                         |      | Züchter: Rob Schaaremen | j, o                         |
| Angelo’s Red                                                    |      | | c, d                         |
| Angie                                                           |      | Züchter: Hazera Genetics Ltd (Il)/Yissum Research Dev Of The Hebrew University Of Jerusalem (Il) | j                            |
| Angkor                                                          |      | | j                            |
| Angora                                                          |      | | c, d, e, g, h, j, n          |
| Angora Cherry                                                   |      | | g, h                         |
| Angora Orange                                                   |      | | c, d                         |
| Angora Super Sweet                                              |      | | c, d, e, f, g, h, n          |
| Angos                                                           |      | | j                            |
| Angusta                                                         |      | | g, h                         |
| Angustata                                                       |      | | g, h                         |
| Ania                                                            |      | | c, d                         |
| Animo                                                           |      | | j                            |
| Anin                                                            |      | Züchter: Seeds Technologies D.M. Ltd | j                            |
| Anit                                                            |      | | j                            |
| Anita                                                           |      | Züchter: Bejo Zaden B.V. | j                            |
| Aniuta                                                          |      | Züchter: Zao Semko Iunior, 129223, G.Moskva, P R Mira, Vvts, Russia | j, o                         |
| Anjolie                                                         |      | | j                            |
| Anjolie F1                                                      |      | | c                            |
| Anka                                                            |      | Züchter: Royal Sluis France Sarl (Fr) | g, h, j                      |
| Ankara                                                          |      | Züchter: Western Seed España, S.A. | j, o                         |
| Anmore Dewdrop                                                  |      | | c, d, f                      |
| Anmore Treasures                                                |      | | c, d, e                      |
| Anna                                                            |      | Züchter: Hazera Genetics Ltd (Il)/Yissum Research Dev Of The Hebrew University Of Jerusalem (Il) | j                            |
| Anna Aasa                                                       |      | | c, d                         |
| Anna Aasa Yellow                                                |      | | d                            |
| Anna Banana Russian                                             |      | | c, d, f                      |
| Anna Hermann (oder: Anna Herman. Anna German)                   |      | Typ: Stabtomate. Fruchtgewicht: 30 bis 55 g | c, d, e, f, g, h, n          |
| Anna Jruela                                                     |      | | n                            |
| Anna La Iruela                                                  |      | | c                            |
| Anna Lena                                                       |      | Züchter: Firma Grünewald | j                            |
| Anna Lina                                                       |      | | j                            |
| Anna Margaret’s Heart                                           |      | | c, d                         |
| Anna Maria’s Heart                                              |      | | c, d, e, f                   |
| Anna Russe (oder: Anna Russian. Anna Ruskaja)                   |      | Züchter: Domaine Public (Fr) | c, d, e, f, g, h, j, n       |
| Anna’s De Barao (oder: De Bearo)                                |      | | c, d                         |
| Anna’s Multiflora                                               |      | | c, d, f                      |
| Annabelle (oder: Annabel)                                       |      | Züchter: Yissum Research Developm. | j                            |
| Annabeth                                                        |      | Züchter: Syngenta Participations Ag | j                            |
| Annaclair                                                       |      | Züchter: Enza Zaden Beheer B.V. | j, o                         |
| Annaïsa (oder: Annaisa)                                         |      | Züchter: Enza Zaden Beheer B.V. | j, o                         |
| Annaluca                                                        |      | Züchter: Enza Zaden Beheer B.V. | j, o                         |
| Annamay                                                         |      | Züchter: "Frits Herlaar, Marcellinus Jacobus Johannes Mooij. | j, o                         |
| Annarosa                                                        |      | Züchter: Hazera Genetics | j, o                         |
| Annatefka                                                       |      | Züchter: Enza Zaden Beheer B.V. | j, o                         |
| Anne                                                            |      | | j, o                         |
| Anne’s African                                                  |      | | c, d                         |
| Annecy                                                          |      | | j                            |
| Annelise                                                        |      | | j                            |
| Annet                                                           |      | Züchter: Syngenta Seeds B.V. | j                            |
| Annicky                                                         |      | | j                            |
| Annida                                                          |      | | j, o                         |
| Annie                                                           |      | | c, d                         |
| Annie Sunshine                                                  |      | | c, d                         |
| Annushka                                                        |      | Züchter: Monahos Grigorij Fedorovich, Din' Suan Tu | j                            |
| Anona                                                           |      | Züchter: Marii, Liliana, Md, Bujoreanu, Valeriu, Md, Andronic, Larisa, Md, Smerea, Svetlana, Md, Botnari, Vasile, Md | j, o                         |
| Ansofs Gule                                                     |      | Züchter: Solhatt Oekologisk Hagebruk As, 2335 Stange | j, o                         |
| Antalia                                                         |      | | j                            |
| Antalya (oder: Antaliya)                                        |      | Züchter: Gavrish Sergej Fedorovich, Morev Viktor Vasilievich, Amcheslavskaya Elena Valentinovna, Volok Olga Anatolievna | j                            |
| Antalya Rn                                                      |      | Züchter: Yuksel Seeds, Tr | j, o                         |
| Antares                                                         |      | Züchter: Krakowska Hodowla I Nasiennictwo Ogrodnicze Polan Sp. Z O.O. | j                            |
| Antaressa                                                       |      | Züchter: L. Daehnfeldt A/S | j, o                         |
| Antaro                                                          |      | | j                            |
| Antej                                                           |      | Züchter: Panchev Yurij Ivanovich, Panchev Yurij Yurievich, Tarasov Yurij Dmitrievich | j                            |
| Anteo                                                           |      | | j                            |
| Anthea                                                          |      | | j                            |
| Antho Cream                                                     |      | | c                            |
| Antho Gelb                                                      |      | | d                            |
| Antho Gelb Cherry                                               |      | | e                            |
| Antho Gold                                                      |      | | c                            |
| Antho Rosa                                                      |      | | c, d                         |
| Antho Rotbraun                                                  |      | | c, d                         |
| Antho Violett                                                   |      | | c, d                         |
| Antho Violettrot                                                |      | | c, e, f                      |
| Antho Weiß                                                      |      | | c, d, f                      |
| Antho White Star                                                |      | | d                            |
| Anthocyaninloser                                                |      | | g, h                         |
| Antigone                                                        |      | Züchter: Louis Poloni (Fr) | j                            |
| Antiguo De La Cabrera                                           |      | | j, o                         |
| Antike Tomate (oder: Antigua. Antika Tomate)                    |      | | c, d, f, j                   |
| Antillas                                                        |      | Züchter: Rijk Zwaan Z.Z. B.V. | j, o                         |
| Antillas Rz                                                     |      | Züchter: Rijk Zwaan Z.Z. B.V. | j                            |
| Antilope                                                        |      | Züchter: Royal Sluis | j, o                         |
| Antinea                                                         |      | Züchter: Tezier (Fr) | j                            |
| Antique                                                         |      | Züchter: Nunhems B.V. | j, o                         |
| Antique Ras                                                     |      | | c, d                         |
| Antique Roman                                                   |      | | c, d                         |
| Antoinette                                                      |      | Züchter: Yissum Research Dev Of The Hebrew University Of Jerusalem (Il) | j, o                         |
| Antonella                                                       |      | Züchter: Hazera Genet./Yissum Rese | j, o                         |
| Antonia                                                         |      | | j                            |
| Antonio                                                         |      | Züchter: Gavrish Sergej Fedorovich, Volok Olga Anatolievna, Dmitrieva Anna Sergeevna, Kapustina Raisa Nikolaevna, Gladkov Dmitrij Sergeevich, Sedin Aleksej Anatolievich, Grushanin Aleksej Ivanovich, Volkov Aleksandr Aleksandrovich, Semenova Anna Nikolaevna, Artemieva Galina Mihajlovna, Filimonova Yuliya Alekseevna, Redichkina Tatiyana Aleksandrovna                                                                   | j                            |
| Antonovka                                                       |      | | g, h                         |
| Antos                                                           |      | | j                            |
| Antoshka                                                        |      | Züchter: Farber Vladimir Vladimirovich, Smirnova Elena Anatolievna | j                            |
| Anukis                                                          |      | Züchter: Amit Avidov | j, o                         |
| Anula                                                           |      | Züchter: Przedsiebiorstwo Nasiennictwa Ogrodniczego I Szkolkarstwa Spolka Akcyjna W Upadlosci Likwidacyjnej | j                            |
| Anush Canning                                                   |      | | c                            |
| Anya                                                            |      | Züchter: Lukiyanenko Anatolij Nikitovich, Dubinin Sergej Vladimirovich, Dubinina Irina Nikolaevna | j                            |
| Anyuta                                                          |      | Züchter: Alekseev Yurij Borisovich, Balabanyuk Sergej Vitalievich | j                            |
| Anzak                                                           |      | | j                            |
| Anzhela Gigant                                                  |      | | c, d                         |
| Anzhela Gigant Ukrainskaya                                      |      | | d                            |
| Anzhelika                                                       |      | Züchter: Andreeva Evgeniya Nikolaevna, Sysina Elena Artemievna, Nazina Sofiya Luisovna, Bogdanov Kirill Borisovich | j                            |
| Aol                                                             |      | | g, h                         |
| Ap 533                                                          |      | | j                            |
| Ap 539                                                          |      | | j                            |
| Ap 708                                                          |      | | j                            |
| Ap 841                                                          |      | | j                            |
| Apache                                                          |      | Züchter: Olter Srl | j, o                         |
| Apeca                                                           |      | Züchter: Institut National De La Recherche Agronomique (Fr) | j                            |
| Apedice                                                         |      | Züchter: Institut National De La Recherche Agronomique (Fr) | j                            |
| Apeline                                                         |      | Züchter: Institut National De La Recherche Agronomique (Fr) | j                            |
| Apero                                                           |      | Züchter: Graines Gautier Sa (Fr) | j                            |
| Apeticio                                                        |      | Züchter: Gautier Semences S.A.S. | j, o                         |
| Apetito                                                         |      | Züchter: Rijk Zwaan Zaadteelt En Zaadhandel B.V. | j                            |
| Apex                                                            |      | Züchter: C.R.A - Centro Di Ricerca Per Le Colture Industriali | j                            |
| Apex 1000                                                       |      | Züchter: Harris Moran Seed Company | j, o                         |
| Apex 2000                                                       |      | Züchter: Harris Moran Seed Company | j, o                         |
| Apfelsine (oder: Apelsin)                                       |      | Züchter: Korochkin Vladislav Leontievich, Korotkov Sergej Anatolievich, Dynnik Anatolij Vasilievich | c, d, j, n                   |
| Apfeltomate                                                     |      | | f, n                         |
| Aphen                                                           |      | Züchter: Clause (Fr) | c, j, o                      |
| Aphrodite                                                       |      | Züchter: Graines Voltz (Fr) | j, o                         |
| Api Rouge                                                       |      | | c, d                         |
| Apis                                                            |      | Züchter: W. Legutko Przedsiebiorstwo Hodowlano-Nasienne Sp. Z O.O. | c, j                         |
| Apla                                                            |      | Züchter: Vilmorin Sa (Fr) | j                            |
| Apofeoz                                                         |      | Züchter: Gavrish Sergej Fedorovich, Morev Viktor Vasilievich, Amcheslavskaya Elena Valentinovna, Degovtsova Tatiyana Vladimirovna, Volok Olga Anatolievna, Vasilieva Margarita Yurievna | j                            |
| Apolakia                                                        |      | Züchter: Syngenta Seeds B.V. | j                            |
| Apollo                                                          |      | Züchter: Bruinsma Seeds B.V. | c, e, g, h, j                |
| Apollo I                                                        |      | | j                            |
| Apollo Ii (oder: Apollo 2)                                      |      | | c, n                         |
| Apollo Improved                                                 |      | | c, d                         |
| Apollon                                                         |      | Züchter: Patsuriya Dzheneri Vladimirovich, Andreeva Evgeniya Nikolaevna, Nazina Sofiya Luisovna, Ushakova Mariya Ivanovna, Andreev Yurij Mihajlovich, Andreeva Anzhelika Nikolaevna | j                            |
| Apollonas                                                       |      | Züchter: Hao-Demeter Vine, Fruit Trees And Vegetable Research Institute | j                            |
| Apolo                                                           |      | Züchter: Western Seed España, S.A. | j, o                         |
| Appetizer (oder: Appetitnyj. Appetitnyy)                        |      | Züchter: Dederko Vladimir Nikolaevich, Postnikova Olga Valentinovna | c, e, d, j                   |
| Appio                                                           |      | Züchter: Cirio Ricerche S.C.P.A. | j                            |
| Applanata                                                       |      | | g, h                         |
| Apple                                                           |      | | c, d                         |
| Apple Of Novi Sad                                               |      | | c                            |
| Apple Tree                                                      |      | | c, d                         |
| Applegate                                                       |      | | c, d                         |
| Appulo                                                          |      | | j                            |
| Apresa                                                          |      | Züchter: Hild Samen, Hild Samen GmbH | j                            |
| Apricot Brandywine                                              |      | | d, n                         |
| Apricot Dream                                                   |      | | j                            |
| Aprikosenkirsche (oder: Apricosa. Aprikosa)                     |      | | c, d, e, g, h                |
| Aprilia                                                         |      | Züchter: Golden West Seed Research Co. | j                            |
| Apriliana (oder: Aprilliana)                                    |      | | j                            |
| Aprotermesü                                                     |      | | g, h                         |
| Apt 245                                                         |      | | j                            |
| Apt 266                                                         |      | | j                            |
| Apt 270                                                         |      | | j                            |
| Apt 410                                                         |      | | j                            |
| Aptx 271                                                        |      | | j                            |
| Aquamarin                                                       |      | | j                            |
| Aquarius                                                        |      | Züchter: Dutch American Plantbreeders Corp. | c, d, f, j                   |
| Aquila                                                          |      | | j                            |
| Aquiles                                                         |      | Züchter: Pablo Goldschmied. | j, o                         |
| Aquilone                                                        |      | | j                            |
| Ar 54                                                           |      | Züchter: Agrogene Inc | j                            |
| Ar 84                                                           |      | Züchter: Agrogene Inc | j, o                         |
| Araba                                                           |      | | j                            |
| Arabella                                                        |      | Züchter: Ignatova Svetlana Ilyinichna, Gorshkova Nina Sergeevna, Tarasenkov Ivan Illarionovich, Tereshonkova Tatiyana Arkadievna | j                            |
| Arabeska                                                        |      | Züchter: Ignatova Svetlana Ilyinichna, Gorshkova Nina Sergeevna, Tereshonkova Tatiyana Arkadievna | j                            |
| Arabia                                                          |      | | j                            |
| Arafat 1176                                                     |      | | j                            |
| Aragaya                                                         |      | Züchter: Jeong Hae-Bong, Kang Kwang-Yoon, Kim Hoe-Tae, Jo Mi-Ae, Noh Il-Rae | j, o                         |
| Aragon                                                          |      | | j, o                         |
| Aragonese Senyera                                               |      | | c                            |
| Arakel                                                          |      | Züchter: Skvortsova Rufina Vasilievna, Ajrapetova Svetlana Arakelovna, Hachatryan Donara Vartanovna | j                            |
| Aramee                                                          |      | | j                            |
| Aramis                                                          |      | Züchter: Gavrish Sergej Fedorovich, Morev Viktor Vasilievich, Amcheslavskaya Elena Valentinovna, Degovtsova Tatiyana Vladimirovna, Volok Olga Anatolievna | j, o                         |
| Aran 735                                                        |      | Züchter: Avdeev Yurij Ivanovich, Kigashpaeva Olga Petrovna, Ivanova Lyudmila Mihajlovna, Shcherbinin Boris Matveevich, Ivanova Elena Ivanovna | j                            |
| Aranca                                                          |      | | c, j                         |
| Arancia                                                         |      | | c                            |
| Arancia Zloty Ozarowski                                         |      | | c, n                         |
| Arancino                                                        |      | Züchter: Sativa Biosaatgut GmbH | j                            |
| Aranyalma                                                       |      | | g, h                         |
| Arapao                                                          |      | | j                            |
| Araqel F1                                                       |      | | c, d                         |
| Ararat                                                          |      | Züchter: Hovrin Aleksandr Nikolaevich, Tereshonkova Tatiyana Arkadievna, Klimenko Nikolaj Nikolaevich, Kostenko Aleksandr Nikolaevich | g, h, j                      |
| Ararat Geflammte                                                |      | | c, d                         |
| Ararat Hellfrucht                                               |      | | c, d                         |
| Arash’s Persian                                                 |      | | c, d                         |
| Arasta                                                          |      | | j, o                         |
| Aratino                                                         |      | | j                            |
| Arauca                                                          |      | Züchter: Western Seed España, S.A. | j, o                         |
| Arava                                                           |      | Züchter: Laposhner, Devora | j, o                         |
| Aravita                                                         |      | Züchter: Ignatova Svetlana Ilyinichna, Gorshkova Nina Sergeevna, Tereshonkova Tatiyana Arkadievna, Emelina Margarita Nikolaevna | j                            |
| Arawak                                                          |      | Züchter: Luis Ortega | j, o                         |
| Arazi                                                           |      | Züchter: Syngenta Crop Protection Ag | j, o                         |
| Arbalet                                                         |      | Züchter: Ivanova Tatiyana Evgenievna, Vasiliev Yurij Vasilievich, Pushkareva Nataliya Vyacheslavovna, Zver'Kova Veronika Gennadievna | j                            |
| Arbanaski Fluted                                                |      | | c                            |
| Arbason                                                         |      | | j                            |
| Arbat                                                           |      | Züchter: Borisov Aleksandr Vladimirovich, Nalizhityj Vladimir Maksimovich, Skachko Vladislav Aleksandrovich, Zhemchugov Dmitrij Vyacheslavovich | c, d, j                      |
| Arbela                                                          |      | Züchter: Hebrew Uni/Hazera | j, o                         |
| Arbiore                                                         |      | Züchter: Syngenta Crop Protection Ag | j, o                         |
| Arbogast                                                        |      | | c, d                         |
| Arbuznyi (oder: Arbuznyj)                                       |      | Züchter: Domaine Public (Fr). Morev Viktor Vasilievich, Amcheslavskaya Elena Valentinovna, Volok Olga Anatolievna, Gavrish Vladimir Fedorovich | c, d, e, f, j                |
| Arcadia                                                         |      | | c, d, e, f, g, h             |
| Archimede                                                       |      | Züchter: S.A.I.S. Societá Agricola Italiana Sementi | j                            |
| Arctic Blum                                                     |      | | c, d                         |
| Ardiel                                                          |      | | j                            |
| Ardiles                                                         |      | Züchter: Enza Zaden Beheer B.V. | j, o                         |
| Ardilla                                                         |      | | j, o                         |
| Ardito                                                          |      | Züchter: Harris Moran Seed Company (Usa) (Us) | j, o                         |
| Ardore                                                          |      | | j                            |
| Ardwyna                                                         |      | | c, d                         |
| Arena                                                           |      | Züchter: Strel'Nikova Tamara Romanovna, Blinova Tatiyana Pavlovna, Manzhulina Lyubov' Anatolievna | j, o                         |
| Arenal                                                          |      | Züchter: Isi Sementi Spa | j                            |
| Arendell                                                        |      | | j                            |
| Arequipa                                                        |      | | c, d                         |
| Ares                                                            |      | Züchter: Hort Seed Mediterrani S.L. | j, o                         |
| Areti                                                           |      | Züchter: Hao-Demeter Agricultural Research Center Of Macedonia And Thrace (Arcomat) | j                            |
| Arg                                                             |      | | g, h                         |
| Argan                                                           |      | Züchter: Syngenta Crop Protection Ag | j, o                         |
| Argance                                                         |      | | j, o                         |
| Argenta                                                         |      | | j                            |
| Argentina                                                       |      | | c, d, f                      |
| Argentino                                                       |      | | j                            |
| Argentinskoe Chudo (oder: Argentinskoje Tschudo)                |      | | c, d                         |
| Arges 11                                                        |      | Züchter: Tita Ion | j                            |
| Arges 123                                                       |      | Züchter: Tita Ion | j                            |
| Arges 16                                                        |      | | j                            |
| Arges 20                                                        |      | Züchter: Tita Ion | j                            |
| Arges 428                                                       |      | | g, h                         |
| Argia                                                           |      | Züchter: Semillas Fito, S.A. | j, o                         |
| Argo                                                            |      | | j                            |
| Argo 89-089                                                     |      | Züchter: C.R.A. - Centro Di Ricerca Per L'Orticoltura (Pontecagnano, Sa) | j                            |
| Argonaut (oder: Argonavt)                                       |      | Züchter: Myazina Lyubov' Anatolievna | g, h, j                      |
| Argos                                                           |      | | j                            |
| Argus                                                           |      | Züchter: Les Graines Caillard Sa (Fr) | j                            |
| Argy (oder: Es 2128)                                            |      | | j                            |
| Argyl                                                           |      | | j                            |
| Arhont                                                          |      | Züchter: Gavrish Sergej Fedorovich, Morev Viktor Vasilievich, Amcheslavskaya Elena Valentinovna, Volok Olga Anatolievna, Nesterovich Arkadij Nikolaevich | j                            |
| Ari                                                             |      | | j                            |
| Aria                                                            |      | Züchter: Asian United Seeds B.V. | j                            |
| Ariadna                                                         |      | Züchter: Western Seed España, S.A. | j, o                         |
| Ariadne                                                         |      | Züchter: Yuksel Seeds Ltd. | j                            |
| Ariadni                                                         |      | Züchter: Semillas Fitó S.A. | j, o                         |
| Ariana                                                          |      | Züchter: Hebrew Uni/Hazera | j, o                         |
| Ariane                                                          |      | | j                            |
| Aridifolia                                                      |      | | g, h                         |
| Ariela                                                          |      | Züchter: Hazera Genetics Ltd (Il) | j                            |
| Aries                                                           |      | | c, d, j                      |
| Arigato                                                         |      | Züchter: Gavrish Sergej Fedorovich, Morev Viktor Vasilievich, Amcheslavskaya Elena Valentinovna, Degovtsova Tatiyana Vladimirovna, Volok Olga Anatolievna, Artemieva Galina Mihajlovna, Redichkina Tatiyana Aleksandrovna | j                            |
| Arina                                                           |      | Züchter: Strel'Nikova Tamara Romanovna, Blinova Tatiyana Pavlovna, Manzhulina Lyubov' Anatolievna | j                            |
| Arina Russian                                                   |      | | c                            |
| Arisha                                                          |      | Züchter: Tarasov Yurij Dmitrievich | j                            |
| Arista                                                          |      | | j                            |
| Aristea                                                         |      | Züchter: Hazera Genetics Ltd (Il) | j                            |
| Aristo                                                          |      | Züchter: Western Seed España, S.A. | j, o                         |
| Aristokrat                                                      |      | Züchter: Ignatova Svetlana Ilyinichna, Gorshkova Nina Sergeevna | j                            |
| Aristotel                                                       |      | Züchter: Tarasov Yurij Dmitrievich | j                            |
| Arizona                                                         |      | | c, d, j                      |
| Arizona 1                                                       |      | | j                            |
| Arkadia                                                         |      | | c, d                         |
| Arkadiia F1                                                     |      | | j, o                         |
| Arkansas Marvel                                                 |      | | c, d                         |
| Arkansas Traveler (oder: Arkansas Traveller)                    |      | Züchter: Domaine Public (Fr) | c, d, e, f, g, h, j          |
| Arkashin                                                        |      | | c, d                         |
| Arktika                                                         |      | Züchter: Sysina Elena Artemievna, Borisov Aleksandr Vladimirovich, Krylov Oleg Nikolaevich, Skachko Vladislav Aleksandrovich, Bartajya Vera Vladimirovna | j                            |
| Arla                                                            |      | Züchter: W Weibull | g, h, j, o                   |
| Arlecchino                                                      |      | | j                            |
| Arlekin                                                         |      | Züchter: Ignatova Svetlana Ilyinichna, Gorshkova Nina Sergeevna, Filonova Galina Nikolaevna | j, o                         |
| Arlenka                                                         |      | | j                            |
| Arletta                                                         |      | Züchter: Royal Sluis (Nl) | j, o                         |
| Arletta F1 Rs                                                   |      | | j                            |
| Arlinta                                                         |      | Züchter: Enza Zaden Beheer B.V. | j, o                         |
| Arly                                                            |      | Züchter: Graines Gautier Sa (Fr) | j                            |
| Arlyco                                                          |      | Züchter: Rijk Zwaan Zaadteelt En Zaadhandel B.V. | j, o                         |
| Armada                                                          |      | | j                            |
| Armador                                                         |      | | j                            |
| Armador F1                                                      |      | | j                            |
| Armadura                                                        |      | Züchter: Vilmorin Sa (Fr) | j                            |
| Armagan                                                         |      | | j                            |
| Armando                                                         |      | | j                            |
| Armani                                                          |      | | j                            |
| Armaro                                                          |      | Züchter: Monsanto Vegetable Ip Management B.V. | j, o                         |
| Armelle                                                         |      | Züchter: Clause Semences Sa (Fr) | j                            |
| Armenian                                                        |      | | c, d, f                      |
| Armenian Pink                                                   |      | | c, d                         |
| Armenienne                                                      |      | Züchter: Domaine Public (Fr) | j                            |
| Armenion                                                        |      | | c                            |
| Armonia                                                         |      | Züchter: Golden West Seed Research Co. | j                            |
| Armstrong                                                       |      | | j                            |
| Armylla                                                         |      | Züchter: Semillas Fito, S.A. | j, o                         |
| Arnajevo                                                        |      | | j                            |
| Arnheo                                                          |      | Züchter: Isi Sementi Spa | j                            |
| Arni                                                            |      | Züchter: Gavrish Sergej Fedorovich, Volok Olga Anatolievna, Dmitrieva Anna Sergeevna, Kapustina Raisa Nikolaevna, Gladkov Dmitrij Sergeevich, Grushanin Aleksej Ivanovich, Korostelev Aleksej Aleksandrovich, Volkov Aleksandr Aleksandrovich, Semenova Anna Nikolaevna, Artemieva Galina Mihajlovna, Filimonova Yuliya Alekseevna, Redichkina Tatiyana Aleksandrovna, Kalugin Aleksej Vladimirovich                             | j                            |
| Arnika                                                          |      | Züchter: Pioneer Hi-Bred Italia Servizi Agronomici Srl | j                            |
| Arno                                                            |      | | g, h, j                      |
| Arnold                                                          |      | Züchter: Checa Pilar. Züchter: Gavrish Sergej Fedorovich, Volok Olga Anatolievna, Dmitrieva Anna Sergeevna, Kapustina Raisa Nikolaevna, Gladkov Dmitrij Sergeevich, Grushanin Aleksej Ivanovich, Korostelev Aleksej Aleksandrovich, Volkov Aleksandr Aleksandrovich, Semenova Anna Nikolaevna, Artemieva Galina Mihajlovna, Filimonova Yuliya Alekseevna, Redichkina Tatiyana Aleksandrovna, Kalugin Aleksej Vladimirovich       | j, o                         |
| Aroa                                                            |      | Züchter: Seminis Inc. | j                            |
| Aroa Sem                                                        |      | Züchter: Seminis Inc. | j, o                         |
| Aroma                                                           |      | | j                            |
| Aromata                                                         |      | | j                            |
| Arona                                                           |      | Züchter: Western Seed España, S.A. | j, o                         |
| Arrarat Geflammte                                               |      | | n                            |
| Array                                                           |      | | j                            |
| Arroyo Grande                                                   |      | Züchter: Petoseed Co.Inc. | j, o                         |
| Arroyoz                                                         |      | Züchter: Green4Health B.V. | j                            |
| Arsemia                                                         |      | | j                            |
| Arsenal                                                         |      | | j                            |
| Arte                                                            |      | | j                            |
| Artela                                                          |      | | j                            |
| Artemida                                                        |      | Züchter: Hao-Demeter Vine, Fruit Trees And Vegetable Research Institute | j                            |
| Artemide                                                        |      | Züchter: Hort Seed Mediterrani S.L. | j                            |
| Artemis (oder: Artémis)                                         |      | Züchter: Hebrew Uni/Hazera | j, o                         |
| Artemyde                                                        |      | Züchter: Hort Seed Mediterrani S.L. | j                            |
| Arthur                                                          |      | Züchter: Syngenta Crop Protection Ag | j                            |
| Arthur Fowler                                                   |      | | c, d, f                      |
| Artisan Blush Tiger                                             |      | | j                            |
| Artisan Golden Bumble Bee                                       |      | | j                            |
| Artisan Green Tiger                                             |      | | j                            |
| Artisan Lucky T                                                 |      | | j                            |
| Artisan Lucky Tiger (oder: Artisan Lucky Tigress)               |      | | j                            |
| Artisan Pink Bumble Bee                                         |      | | j                            |
| Artisan Pink Tiger                                              |      | | j                            |
| Artisan Purple Bumble Bee                                       |      | | j                            |
| Artist                                                          |      | Züchter: Ignatova Svetlana Ilyinichna, Gorshkova Nina Sergeevna | j                            |
| Artix                                                           |      | | j, o                         |
| Artos                                                           |      | | c                            |
| Artu                                                            |      | Züchter: Hort Seed Mediterrani S.L. | j                            |
| Artun                                                           |      | | j                            |
| Arturo                                                          |      | | j                            |
| Aruba                                                           |      | | j                            |
| Arumugam’s                                                      |      | | c, d                         |
| Arunte                                                          |      | Züchter: Hort Seed Mediterrani S.L. | j                            |
| Arvaisa                                                         |      | Züchter: Lietuvos Agrariniu Ir Mišku Mokslu Centro Filialas Sodininkystes Ir Daržininkystes Institutas | j, o                         |
| Arvales                                                         |      | | j                            |
| Arvento                                                         |      | Züchter: Rijk Zwaan Zaadteelt En Zaadhandel B.V. | j                            |
| Aryza                                                           |      | Züchter: Semillas Fito, S.A. | j, o                         |
| Arzum                                                           |      | | j                            |
| As (oder: Ace)                                                  |      | | c, e                         |
| As 220                                                          |      | Züchter: Hayashi Masako, Ruud Verhoef | j, o                         |
| As 221                                                          |      | Züchter: Hayashi Masako, Ruud Verhoef | j, o                         |
| As 35                                                           |      | | j                            |
| As Von Rom                                                      |      | | c, e, n                      |
| Asalet                                                          |      | | j                            |
| Asap                                                            |      | Züchter: Zeta Seeds S.L. | j                            |
| Ascari                                                          |      | Züchter: Rijk Zwaan Zaadteelt En Zaadhandel B.V. | j                            |
| Ascella                                                         |      | | j                            |
| Ascona                                                          |      | | j                            |
| Asera                                                           |      | Züchter: Zayin Technology, S.L. | j, o                         |
| Aserbajdzanskij                                                 |      | | g, h                         |
| Aseri                                                           |      | | c, d, f                      |
| Ashdod                                                          |      | Züchter: Alekseev Yurij Borisovich | j                            |
| Asherah                                                         |      | Züchter: Hort Seed Mediterrani S.L. | j                            |
| Ashford                                                         |      | | j                            |
| Ashiari                                                         |      | Züchter: Vilmorin S.A. | j                            |
| Ashjan                                                          |      | | j                            |
| Ashleigh                                                        |      | | c, d, e                      |
| Ashur                                                           |      | | j                            |
| Asia                                                            |      | Züchter: Yuksel | j                            |
| Asil                                                            |      | | j                            |
| Asimina                                                         |      | Züchter: Bhn Research | c, d, j                      |
| Asix Cross                                                      |      | | j, o                         |
| Asket                                                           |      | Züchter: Motov Viktor Mihajlovich, Ostanina Olga Borisovna, Haritonov Sergej Evgenievich | j                            |
| Askim                                                           |      | Züchter: Southern Seed S.R.L. | j                            |
| Askold                                                          |      | Züchter: Bekov Rustam Hizrievich, Hihluha Elena Aleksandrovna, Zazherilo Kseniya Olegovna, Yugaj Viktoriya Magilanovna | j                            |
| Asmaa                                                           |      | Züchter: Semillas Almeria I+D, S.L. | j, o                         |
| Asmin 07                                                        |      | | j                            |
| Aspasia                                                         |      | Züchter: Hebrew Uni/Hazera | j, o                         |
| Aspava                                                          |      | | j                            |
| Aspem                                                           |      | | j                            |
| Aspen                                                           |      | Züchter: Agro-Tip Handels- und Consultingges. mbH | j                            |
| Aspendos                                                        |      | | j                            |
| Aspion                                                          |      | Züchter: Oris Spa | j                            |
| Assalah                                                         |      | | j                            |
| Assaya                                                          |      | | j                            |
| Asset                                                           |      | | j, o                         |
| Assila                                                          |      | | j                            |
| Assisi-San Francesco                                            |      | | n                            |
| Assist                                                          |      | Züchter: Rijk Zwaan Zaadteelt En Zaadhandel Bv (Nl) | j                            |
| Assol                                                           |      | Züchter: Motov Viktor Mihajlovich, Ostanina Olga Borisovna | j                            |
| Assuntas Lagertomate                                            |      | | n                            |
| Assuntas Winter                                                 |      | | n                            |
| Aster                                                           |      | Züchter: Hm Clause Sa (Fr) | j                            |
| Asterix (oder: Asteriks)                                        |      | Züchter: Syngenta Seeds B.V. | f, j, o                      |
| Asterix F1                                                      |      | Züchter: Syngenta | j, k                         |
| Astona                                                          |      | Züchter: Nunhems B.V. | j, o                         |
| Astona Rene                                                     |      | | j                            |
| Astor                                                           |      | Züchter: Vikima Seed A.S. | j                            |
| Astoria                                                         |      | Züchter: Tezier Sa (Fr) | j                            |
| Astrachan                                                       |      | | g, h                         |
| Astragale                                                       |      | Züchter: Clause Semences Sa (Fr) | j                            |
| Astrahanskij (oder: Astrachanskije)                             |      | Züchter: Avdeev Yurij Ivanovich, Kigashpaeva Olga Petrovna, Ivanova Lyudmila Mihajlovna, Shcherbinin Boris Matveevich | c, d, j                      |
| Astrahanskij 5/25                                               |      | Züchter: Avdeev Yurij Ivanovich, Kigashpaeva Olga Petrovna, Ivanova Lyudmila Mihajlovna, Avdeev Andrej Yurievich | j                            |
| Astraion                                                        |      | Züchter: Enza Zaden, Nl | j                            |
| Astral                                                          |      | Züchter: Seminis Vegetable Seed Ib | j, o                         |
| Astrea                                                          |      | | j                            |
| Astrid                                                          |      | | j                            |
| Astro                                                           |      | Züchter: Olter Srl | j                            |
| Astro F1                                                        |      | | c                            |
| Astronaut                                                       |      | | g, h                         |
| Astuccio                                                        |      | Züchter: Syngenta Seeds B.V. | j                            |
| Astuto                                                          |      | Züchter: Hm Clause Sa (Fr) | j                            |
| Asun                                                            |      | Züchter: Western Seed España, S.A. | j, o                         |
| Asya                                                            |      | Züchter: Jivko Danailov, Lyuben Rusanov, Lora Kumanova | j                            |
| At 30                                                           |      | | g, h                         |
| At 54                                                           |      | | j                            |
| At 55 (oder: Dalyan N)                                          |      | | j                            |
| At 70 (oder: A. T. 70)                                          |      | | j                            |
| At 70 14 (oder: A. T. 70 14)                                    |      | | g, h, j                      |
| At Dawn                                                         |      | | g, h                         |
| Ata                                                             |      | | j                            |
| Atabeef                                                         |      | | j                            |
| Atago                                                           |      | Züchter: Syngenta Seeds B.V. | j                            |
| Atai                                                            |      | | j, o                         |
| Atak                                                            |      | | j                            |
| Atalay                                                          |      | | j                            |
| Ataman                                                          |      | Züchter: Tarasenkov Ivan Illarionovich, Bekov Rustam Hizrievich, Fomin Vladimir Aleksandrovich | j                            |
| Atara                                                           |      | Züchter: Hebrew Uni/Hazera | j, o                         |
| Atavico                                                         |      | | j                            |
| Atay                                                            |      | | j                            |
| Atazade                                                         |      | | j                            |
| Atchi                                                           |      | | c                            |
| Atena                                                           |      | Züchter: Krakowska Hodowla I Nasiennictwo Ogrodnicze Polan Sp. Z O.O. | j                            |
| Atenea                                                          |      | | j                            |
| Ateneo                                                          |      | Züchter: Semillas Fitó S.A. | j, o                         |
| Atenyia                                                         |      | | j                            |
| Atermona                                                        |      | Züchter: Seminis Vegetable Seeds Inc. | j                            |
| Ateron                                                          |      | | c, j                         |
| Ates                                                            |      | | j                            |
| Athena                                                          |      | | j                            |
| Athenes                                                         |      | | c                            |
| Athens                                                          |      | | d                            |
| Athos                                                           |      | Züchter: Consorzio Semencoop S. Coop.A.R.L. | j                            |
| Athyla                                                          |      | Züchter: De Ruiter Seeds | j                            |
| Atik                                                            |      | | j                            |
| Atilgan                                                         |      | | j                            |
| Atina                                                           |      | Züchter: Smedeks Ko, G.Smederevo, Ul.Mochvanska, 18 Serbia | j, o                         |
| Atir                                                            |      | Züchter: A.B. Seed Ltd. | j, o                         |
| Atitlan                                                         |      | Züchter: Vilmorin Sa (Fr) | j                            |
| Atkinson                                                        |      | | c, d                         |
| Atlant                                                          |      | Züchter: Skvortsova Rufina Vasilievna, Shelobodkin Aleksej Vladimirovich | j                            |
| Atlanta                                                         |      | Züchter: Hebrew Uni/Hazera | j, o                         |
| Atlantic                                                        |      | Züchter: Nirit Seeds Ltd (Il) | j                            |
| Atlantic City                                                   |      | Züchter: Ferry Morse Seed Co.(Usa) (Us) | j                            |
| Atlantico                                                       |      | Züchter: Hazera Genetics | j, o                         |
| Atlantis                                                        |      | | j, o                         |
| Atlas                                                           |      | Züchter: Plantico Hodowla I Nasiennictwo Ogrodnicze Zielonki Sp. Z O.O. | j                            |
| Atlet                                                           |      | Züchter: Myazina Lyubov' Anatolievna | j                            |
| Atletico                                                        |      | Züchter: Avidov, A. | j, o                         |
| Atma                                                            |      | Züchter: Plantico Hodowla I Nasiennictwo Ogrodnicze Golebiew Sp. Z O.O. | c, j                         |
| Atol                                                            |      | Züchter: Instytut Ogrodnictwa \Przedsiebiorstwo Nasiennictwa Ogrodniczego I Szkolkarstwa W Ozarowie Mazowieckim Spolka Z O.O. | c, d, j, o                   |
| Atoll                                                           |      | Züchter: Dubinin Sergej Vladimirovich, Kirillov Mihail Ivanovich | j                            |
| Atolon                                                          |      | Züchter: Clause Semences Sa (Fr) | j                            |
| Atom                                                            |      | Züchter: Potapov Pavel Nikolaevich, Zizina Yana Fedorovna | g, h, j                      |
| Atomic                                                          |      | Züchter: Pioneer Hi-Bred Italia Servizi Agronomici Srl | j                            |
| Atomino                                                         |      | | j                            |
| Ator                                                            |      | Züchter: Intersemillas | j, o                         |
| Atos                                                            |      | Züchter: Gavrish Sergej Fedorovich, Morev Viktor Vasilievich, Amcheslavskaya Elena Valentinovna, Volok Olga Anatolievna | j, o                         |
| Atos F1                                                         |      | | j                            |
| Atoychka                                                        |      | | c                            |
| Atrya                                                           |      | | j                            |
| Attenuata                                                       |      | | g, h                         |
| Attila (oder: Atilla. Atila. Atyla)                             |      | Züchter: Western Seed España, S.A. | j, o                         |
| Attilio                                                         |      | Züchter: Zeraim Gedera Ltd (Il) | j, o                         |
| Attitude                                                        |      | | j                            |
| Attiya                                                          |      | Züchter: Rijk Zwaan Welver, D | j, o                         |
| Atuel                                                           |      | | j                            |
| Atut                                                            |      | Züchter: Clause Polska Sp. Z O.O. | j                            |
| Atyliade                                                        |      | Züchter: Gautier Semences Sas (Fr) | j                            |
| Aubade                                                          |      | Züchter: Gautier Semences Sas (Fr) | j                            |
| Aubaine                                                         |      | Züchter: Graines Gautier Sa (Fr) | j                            |
| Auch                                                            |      | | c, d                         |
| Aucuba                                                          |      | | c, e, g, h                   |
| Audacia                                                         |      | Züchter: Clause - Tezier (Fr) | j                            |
| Audaz                                                           |      | | j, o                         |
| Audiance                                                        |      | Züchter: Monsanto Vegetable Ip Management B.V. | j, o                         |
| Audrey                                                          |      | Züchter: Veldhuyzen Van Zanten Jasper Engel | j                            |
| Aufbinder                                                       |      | | c, e, f                      |
| Augurio                                                         |      | Züchter: Clause - Tezier (Fr) | j                            |
| Augusta                                                         |      | Züchter: Intersemillas | c, g, h, j, o                |
| Augustina                                                       |      | | j                            |
| Augustine                                                       |      | Züchter: Hebrew Uni/Hazera | j                            |
| Augusto                                                         |      | | j                            |
| Auksiai                                                         |      | Züchter: Lietuvos Agrariniu Ir Mišku Mokslu Centro Filialas Sodininkystes Ir Daržininkystes Institutas | j, o                         |
| Auld Sod                                                        |      | | c, d                         |
| Aunt Anna                                                       |      | | c, d                         |
| Aunt Astrida’s Latvian Oxheart                                  |      | | c, d                         |
| Aunt Gertie’s Gold                                              |      | Züchter: Domaine Public (Fr) | b, c, d, e, g, h, j          |
| Aunt Gertie’s Gold X Bear Claw                                  |      | | d                            |
| Aunt Gertie’s Gold X Bear Claw F1                               |      | | d                            |
| Aunt Ginny’s Orange                                             |      | | c, d                         |
| Aunt Ginny’s Purple                                             |      | | b, c, d, e, f, g, h          |
| Aunt Lou’s Underground Railroad                                 |      | | c, d                         |
| Aunt Lucy’s Italian Paste                                       |      | | c, d, f                      |
| Aunt Madge’s                                                    |      | | c, d                         |
| Aunt Mary’s Paste                                               |      | | n                            |
| Aunt Ruby’s German Black Cherry                                 |      | | c, d, g, h                   |
| Aunt Ruby’s German Green                                        |      | Züchter: Domaine Public (Fr) | c, d, f, e, g, h, j, n       |
| Aunt Ruby’s German Green Cherry                                 |      | | c, d, e, f, g, h             |
| Aunt Ruby’s German Yellow                                       |      | | c                            |
| Aunt Ruby’s Yellow Cherry                                       |      | | c, d, g, h                   |
| Aunt Swarlo’s Polish Plum                                       |      | | c, d                         |
| Aura                                                            |      | Züchter: Vinatoru Costel | j                            |
| Aurantia                                                        |      | | g, h                         |
| Aurantiaca                                                      |      | | g, h                         |
| Aurantiacum                                                     |      | | c, d, g, h                   |
| Aurea                                                           |      | | c, g, h, j                   |
| Aurega                                                          |      | | c, d, e, g, h                |
| Aurelia                                                         |      | | j                            |
| Aurelius                                                        |      | Züchter: Seminis Vegetable Seeds, Inc. | j, o                         |
| Aurelius F1                                                     |      | Züchter: Seminis | j, k                         |
| Aurely                                                          |      | Züchter: Clause - Tezier (Fr) | j                            |
| Auria                                                           |      | | c, d, f                      |
| Aurianticum                                                     |      | | f                            |
| Auriga                                                          |      | Züchter: Pieterpikzonen B.V. | c, e, f, g, h, j, n, o       |
| Auris                                                           |      | Züchter: Rijk Zwaan Zaadteelt En Zaadhandel Bv (Nl) | j                            |
| Aurit                                                           |      | | g, h                         |
| Auritsch                                                        |      | | c                            |
| Auroch                                                          |      | Züchter: Sakata Vegetables Europe Sarl (Fr) | j, o                         |
| Aurora                                                          |      | Züchter: Erma Zaden Export B.V. | c, d, g, h, j                |
| Aurora 100                                                      |      | | g, h                         |
| Aurora 2                                                        |      | | c                            |
| Aurora 50                                                       |      | | g, h                         |
| Aurora Philoseed                                                |      | Züchter: Erma Zaden Export B.V. | j                            |
| Aurora Pitaru                                                   |      | | g, h, f                      |
| Aurora-138                                                      |      | Züchter: Zeraim Gedera Ltd. | j                            |
| Auroroa                                                         |      | | g, h                         |
| Ausonio                                                         |      | | j                            |
| Auspicio                                                        |      | Züchter: Clause - Tezier (Fr) | j                            |
| Ausriai (oder: Aušriai)                                         |      | Züchter: Lietuvos Agrariniu Ir Mišku Mokslu Centro Filialas Sodininkystes Ir Daržininkystes Institutas | j, o                         |
| Ausriai Bs (oder: Aušriai Bs)                                   |      | Züchter: Lietuvos Agrariniu Ir Mišku Mokslu Centro Filialas Sodininkystes Ir Daržininkystes Institutas | j, o                         |
| Aussie                                                          |      | | c, d                         |
| Austin’s Black Cherry                                           |      | | c, d, f                      |
| Austin’s Red Pear                                               |      | | c, d, f                      |
| Austin’s Yellow Pear                                            |      | | c, d                         |
| Australia                                                       |      | | c, d                         |
| Australia Nugget                                                |      | | g, h                         |
| Australian Giant (oder: Avstraliyskiy Gigant. Pobeditel)        |      | | d                            |
| Australian Giant Oxheart                                        |      | | d                            |
| Australian Oxheart                                              |      | | c                            |
| Australian Red                                                  |      | | c                            |
| Australische Birneneiertomate                                   |      | | c                            |
| Australische Birnentomate                                       |      | | f, g, h                      |
| Australische Frühe                                              |      | | c, g, h                      |
| Australische Rosen                                              |      | | c, d, f                      |
| Autumn (oder: Autunno)                                          |      | | c, d, j                      |
| Avalantino                                                      |      | Züchter: Enza Zaden Beheer B.V. | j, o                         |
| Avalon                                                          |      | | j                            |
| Avangelina                                                      |      | Züchter: Hazera Genetics Ltd (Il)/Hazera Ltd/Yissum Research (Il) | j                            |
| Avanti                                                          |      | | j                            |
| Avar                                                            |      | | j                            |
| Avatar                                                          |      | Züchter: Cora Seeds S.R.L. | j                            |
| Avdeevskij                                                      |      | Züchter: Kigashpaeva Olga Petrovna, Avdeev Andrej Yurievich, Dzhabrailova Vera Yurievna | j                            |
| Avecesar                                                        |      | | j                            |
| Avengance                                                       |      | | j                            |
| Avenger                                                         |      | Züchter: Gautier Semences Sas (Fr) | j                            |
| Avenir                                                          |      | | j                            |
| Avensis                                                         |      | | j                            |
| Aventuniai                                                      |      | | c, d, f                      |
| Avenue                                                          |      | Züchter: Pioneer Hi-Bred Italia Servizi Agronomici Srl | j                            |
| Avgustin                                                        |      | Züchter: Kondratieva Irina Yurievna, Kandoba Elena Evgenievna | j                            |
| Avignon                                                         |      | Züchter: De Ruiter Seeds | j, o                         |
| Avila                                                           |      | Züchter: Isi Sementi Spa | j                            |
| Avior                                                           |      | | j                            |
| Aviro                                                           |      | | c, j                         |
| Aviuri                                                          |      | | c, d                         |
| Aviva                                                           |      | | j                            |
| Avon Early                                                      |      | | c, d, g, h                   |
| Avon Target                                                     |      | | j, o                         |
| Avonarrow                                                       |      | | j, o                         |
| Avrasya 616                                                     |      | | j                            |
| Avrelij                                                         |      | | j                            |
| Avrora                                                          |      | Züchter: Panchev Yurij Ivanovich | j                            |
| Awasa                                                           |      | | j, o                         |
| Awizo                                                           |      | Züchter: Plantico Hodowla I Nasiennictwo Ogrodnicze Zielonki Sp. Z O.O. | j                            |
| Ax 3020                                                         |      | | j                            |
| Ax 5117                                                         |      | Züchter: Axia Vegetable Seeds B.V. | j                            |
| Ax 5525                                                         |      | Züchter: Axia Vegetable Seeds B.V. | j                            |
| Ax 7930                                                         |      | Züchter: Axia Vegetable Seeds B.V. | j                            |
| Axel                                                            |      | Züchter: Esasem S.P.A. (It) | j                            |
| Axelle                                                          |      | Züchter: Krishidhan Seeds Europe B.V. | j                            |
| Axia                                                            |      | Züchter: Enza Zaden Beheer B.V. | j                            |
| Axiany                                                          |      | Züchter: Axia Vegetable Seeds B.V. | j                            |
| Axiom                                                           |      | Züchter: Nunhems Bv (Nl) | j, o                         |
| Axioma                                                          |      | | j                            |
| Axioma F1                                                       |      | Züchter: Nunhems | k                            |
| Axiradius                                                       |      | Züchter: Axia Vegetable Seeds B.V. | j                            |
| Axxion                                                          |      | | j                            |
| Ay 1274                                                         |      | | j                            |
| Ayala                                                           |      | Züchter: Hebrew Uni/Hazera | j, o                         |
| Ayami                                                           |      | Züchter: Kawai Yoshifumi | j                            |
| Ayas                                                            |      | | c, d                         |
| Ayelen                                                          |      | | j                            |
| Ayer 1485                                                       |      | | j                            |
| Ayhan                                                           |      | | j                            |
| Aynur                                                           |      | Züchter: Rijk Zwaan Zaadteelt En Zaadhandel Bv (Nl) | j                            |
| Aytina 6049                                                     |      | | j                            |
| Aytunç                                                          |      | | j                            |
| Ayvaz 331                                                       |      | | j                            |
| Aywc                                                            |      | | c, d                         |
| Ayyildiz 9 T 3388                                               |      | | j                            |
| Azafran                                                         |      | | j                            |
| Azarro                                                          |      | | j                            |
| Azeri                                                           |      | | j                            |
| Azes                                                            |      | | g, h                         |
| Azhlun                                                          |      | Züchter: Gavrish Sergej Fedorovich, Morev Viktor Vasilievich, Amcheslavskaya Elena Valentinovna, Volok Olga Anatolievna, Gladkov Dmitrij Sergeevich, Redichkina Tatiyana Aleksandrovna | j                            |
| Azhur                                                           |      | Züchter: Lukiyanenko Anatolij Nikitovich, Dubinin Sergej Vladimirovich, Dubinina Irina Nikolaevna | j                            |
| Aziru                                                           |      | Züchter: Western Seed España, S.A. | j, o                         |
| Azizia                                                          |      | | j                            |
| Azor                                                            |      | | j                            |
| Azorian                                                         |      | | d                            |
| Azov                                                            |      | Züchter: Gavrish Sergej Fedorovich, Morev Viktor Vasilievich, Amcheslavskaya Elena Valentinovna, Volok Olga Anatolievna | j                            |
| Azoychka                                                        |      | Herkunft: Russland | c, d, e, f, g, h, n          |
| Azoychka Yellow                                                 |      | | b, g, h                      |
| Azra                                                            |      | | j                            |
| Azteca (oder: Aztec. Aztek)                                     |      | | c, d, j, o                   |
| Azteca 10                                                       |      | | c, d, e, g, h                |
| Azteca B                                                        |      | | c, d                         |
| Azul                                                            |      | |                              |
| Azul De Arizona                                                 |      | | c                            |
| Azure (oder: Azur)                                              |      | | c, d, e, g, h, n             |